# Decauville
Pour les articles homonymes, voir Decauville (homonymie).

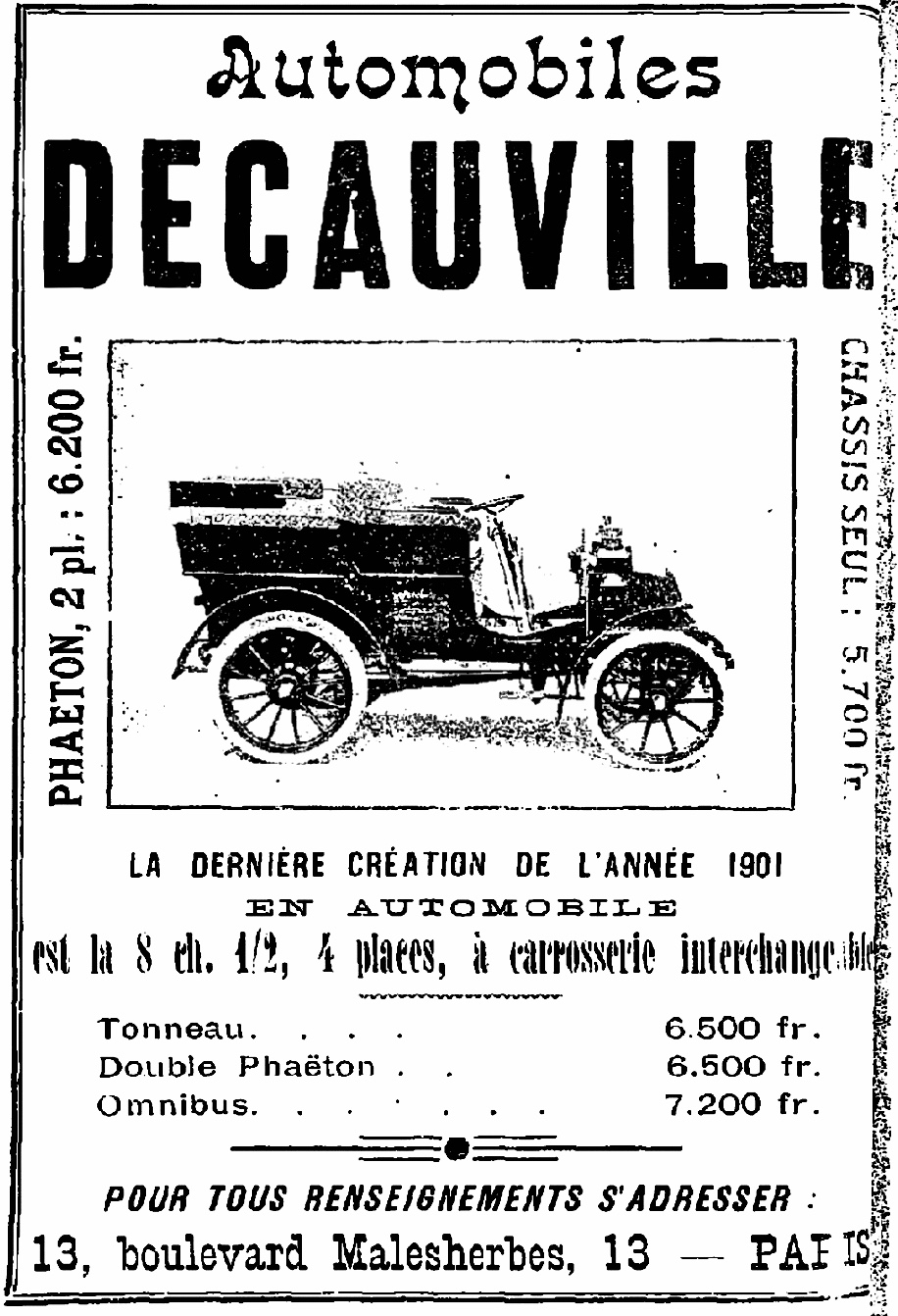
Decauville (1900).

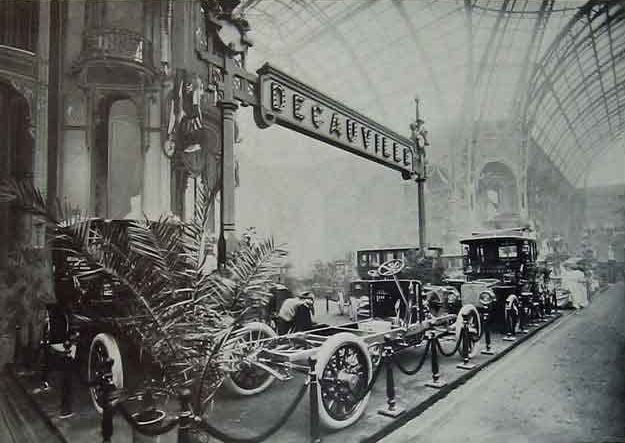
Decauville au Salon de l'Automobile de 1906

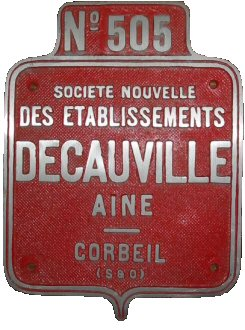
Plaque de locomotive Decauville.

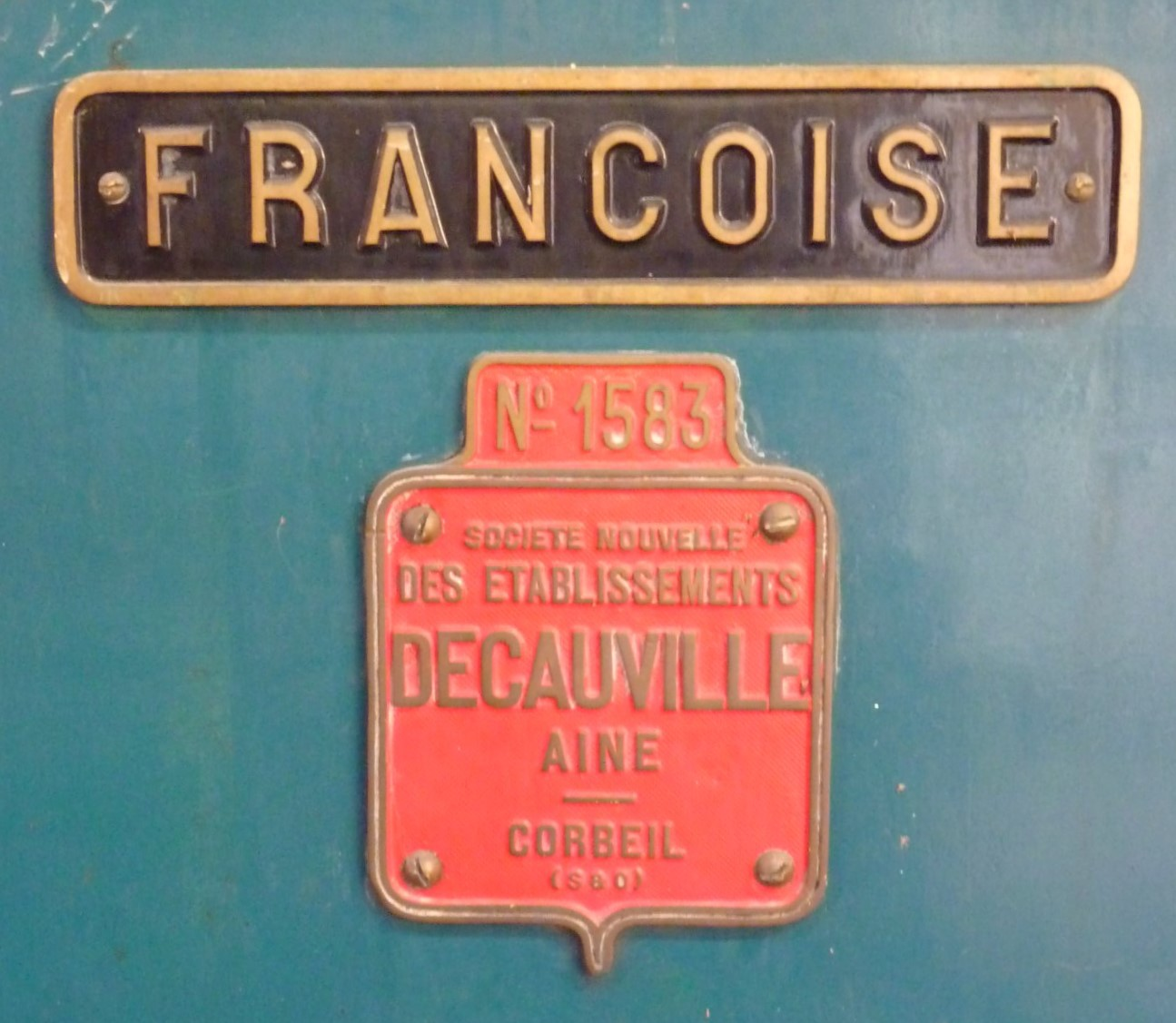
Locomotive Decauville N°1583 de 1915 'Francoise'.

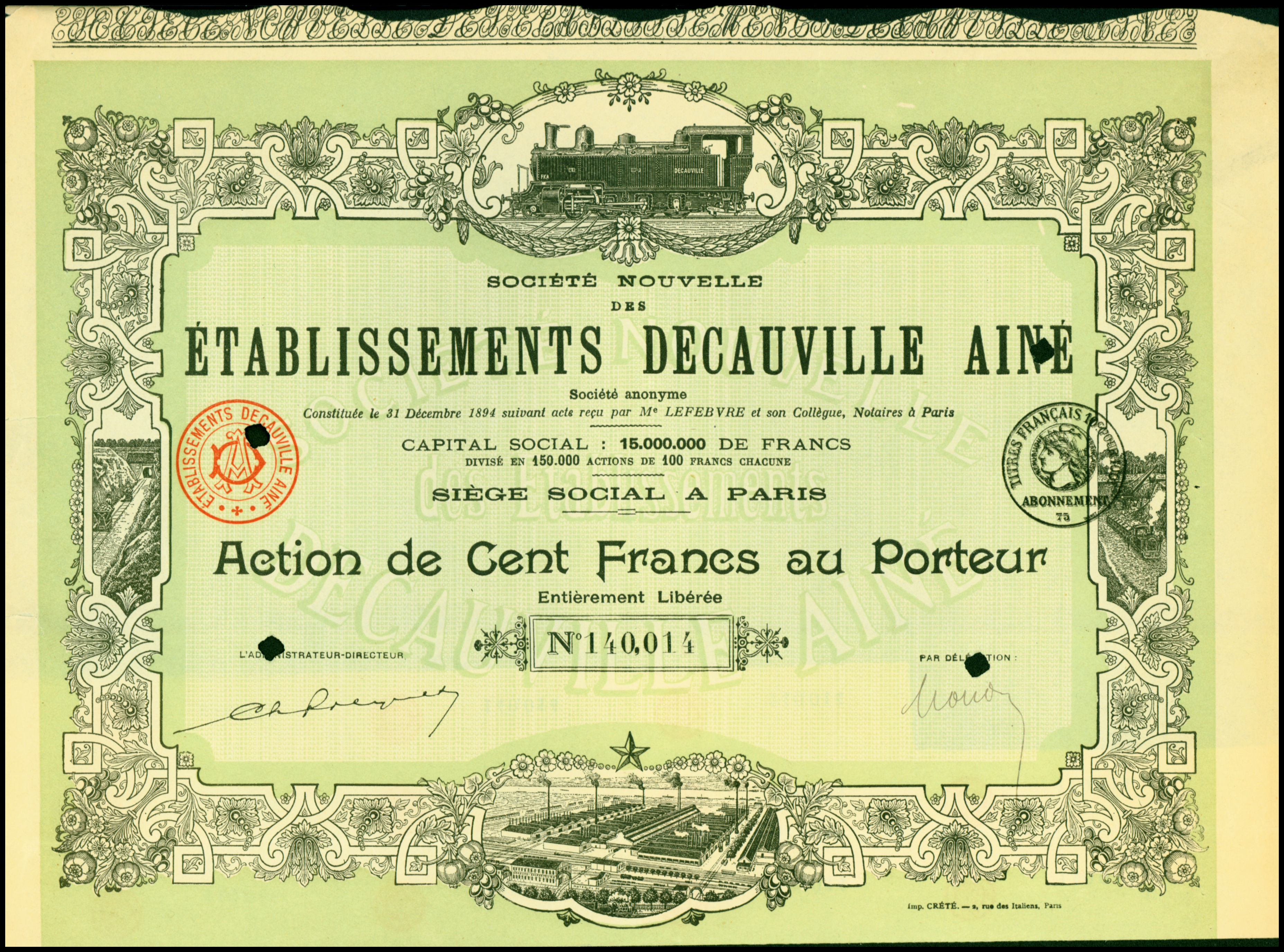
Action des Établissements Decauville, en date de 1894.

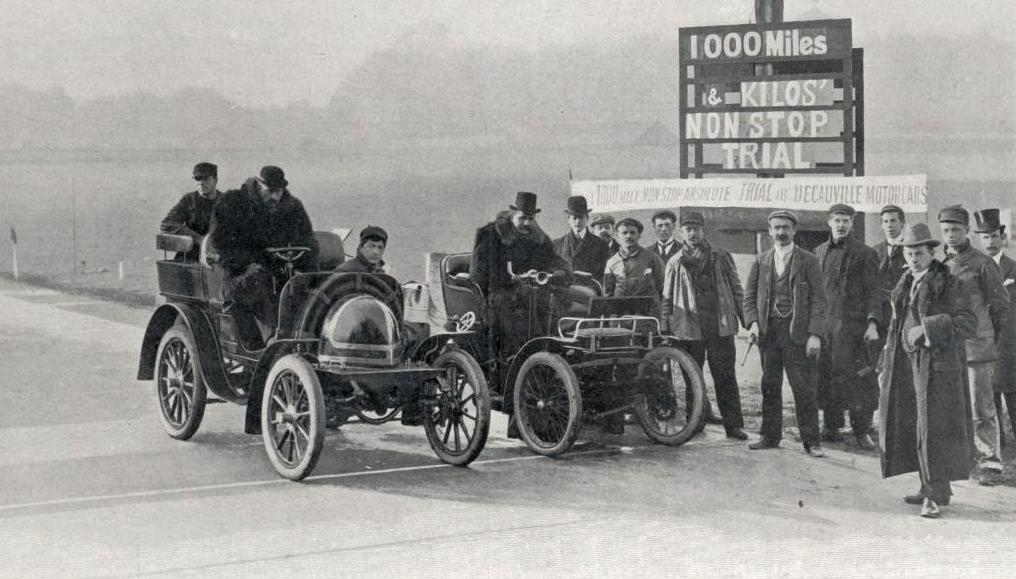
Les 2 Decauville au départ des 'One Thousand Miles' de Londres, sur la piste de Crystal-Palace en avril 1900.

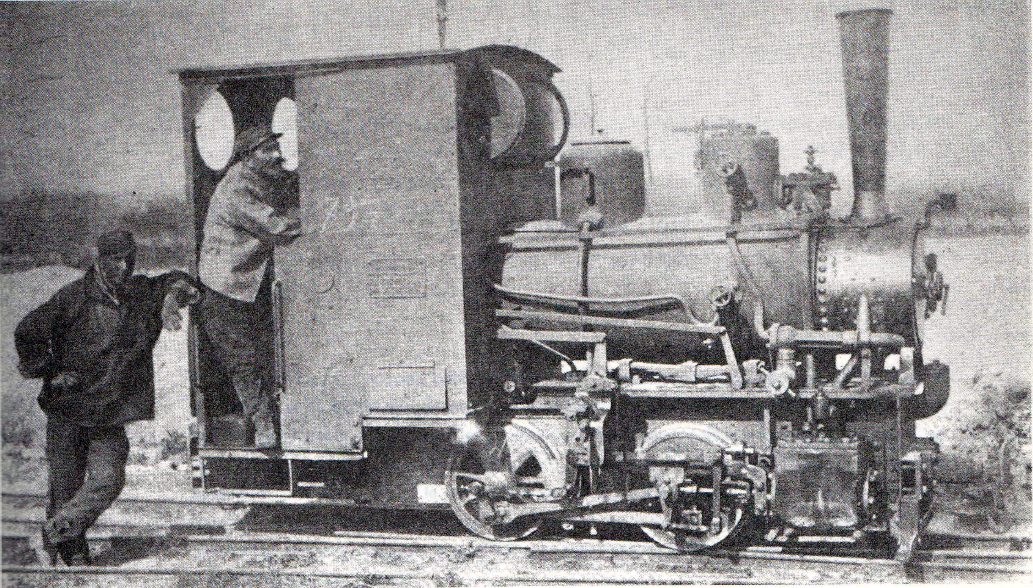
La locomotive 020T Alsace vers 1910.

La société Decauville, créée en 1875, est un ancien constructeur français de matériel ferroviaire et de manutention, de cycles et d'automobiles.

## Histoire
La société Decauville fut fondée par Paul Decauville, fils d'un exploitant agricole de Courcouronnes (Essonne) spécialisé dans la production de la betterave sucrière et sa distillation en alcool. En 1875, il invente un nouveau type de voie de chemin de fer de faible écartement (de 400 à 600 mm) qui très vite prit le nom de « Decauville ».
La voie est formée de tronçons d'éléments assemblés par soudures, (rails et traverses) entièrement métalliques,  qui s'emboitent, peuvent se démonter et être transportés facilement. Cette invention a trouvé des applications dans de nombreux domaines : exploitations minières et industrielles, desserte d'ouvrages militaires, etc. Les wagonnets étaient d'abord poussés à la main ou tractés par des chevaux. Par la suite, des voitures motorisées adaptées et de petites locomotives firent de « Decauville » un véritable système de chemin de fer. L'apparition des voies étroites Decauville, mais également d'autres fabricants, constitua une évolution majeure en permettant de déplacer aisément de lourdes charges à une époque où la brouette et le tombereau dominaient.
Connue dans le monde entier, le système "Decauville" fut l'un des fleurons industriels français à partir des années 1880 et jusque dans les années 1970.
Aujourd'hui, « Decauville SAS » est une filiale du constructeur d'Ampliroll Marrel, propriété conjointe de la holding CTELM et de la société FASSI, recentré sur la carrosserie industrielle. L'une de ses anciennes filiales, EmiDecau, fabricant de presses hydrauliques, existe toujours (PEI à Chalon-sur-Saône).

## Matériel ferroviaire

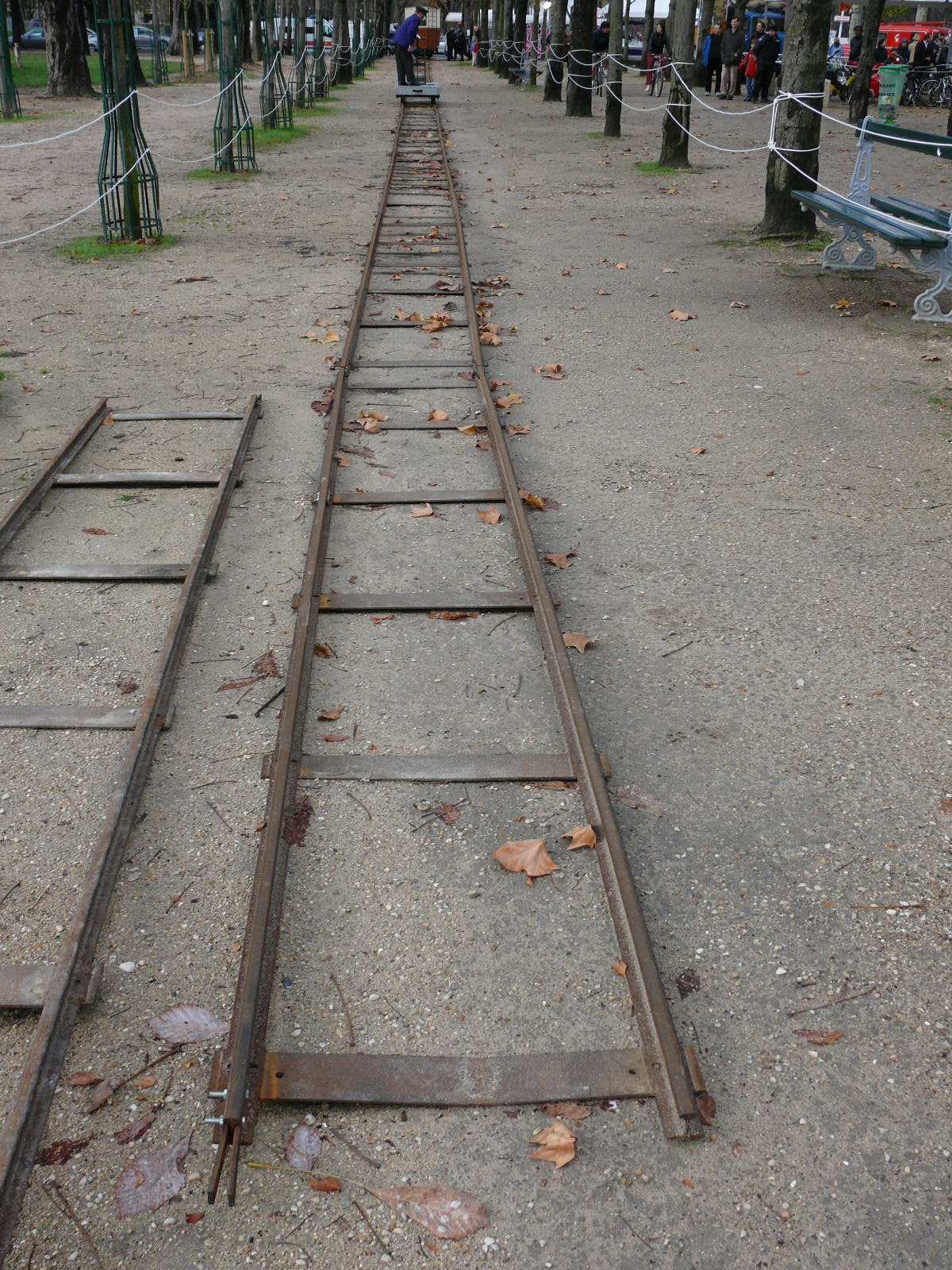
Voie « Decauville ».

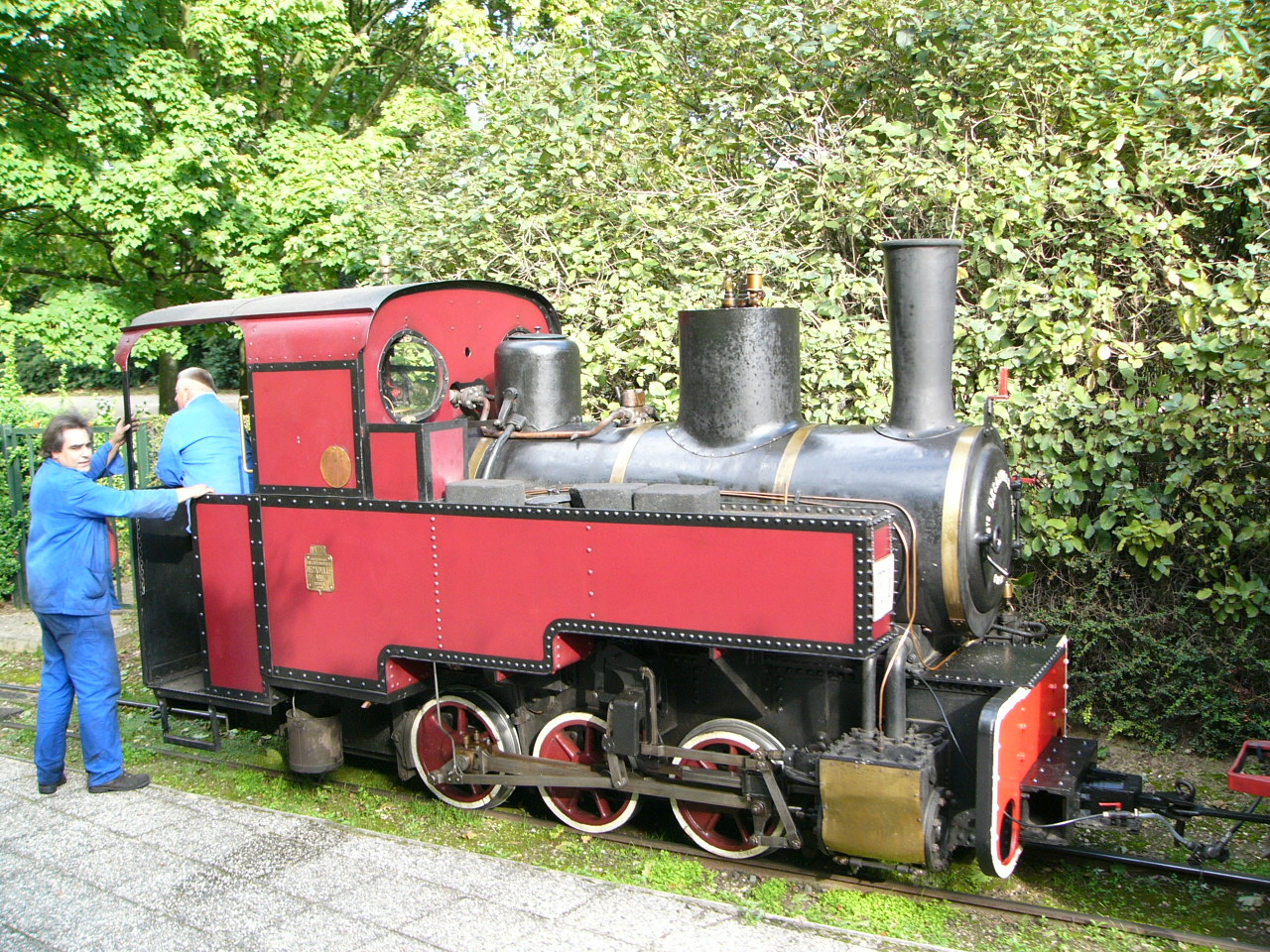
Locomotive Decauville en 2005, au chemin de fer des Chanteraines.

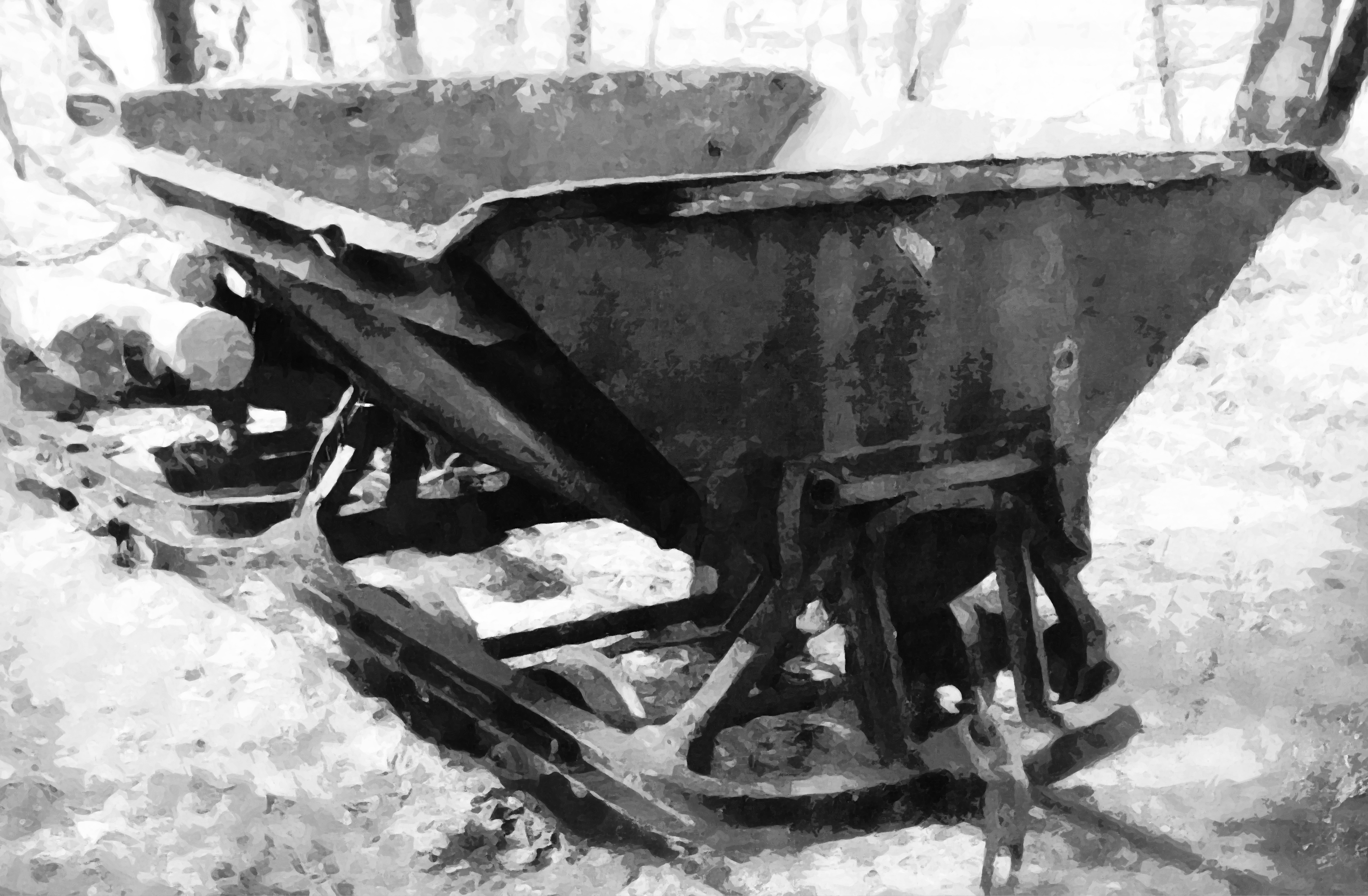
Wagon-tombereau Decauville utilisé par l'ancien chemin de fer de la forêt de Soignes.

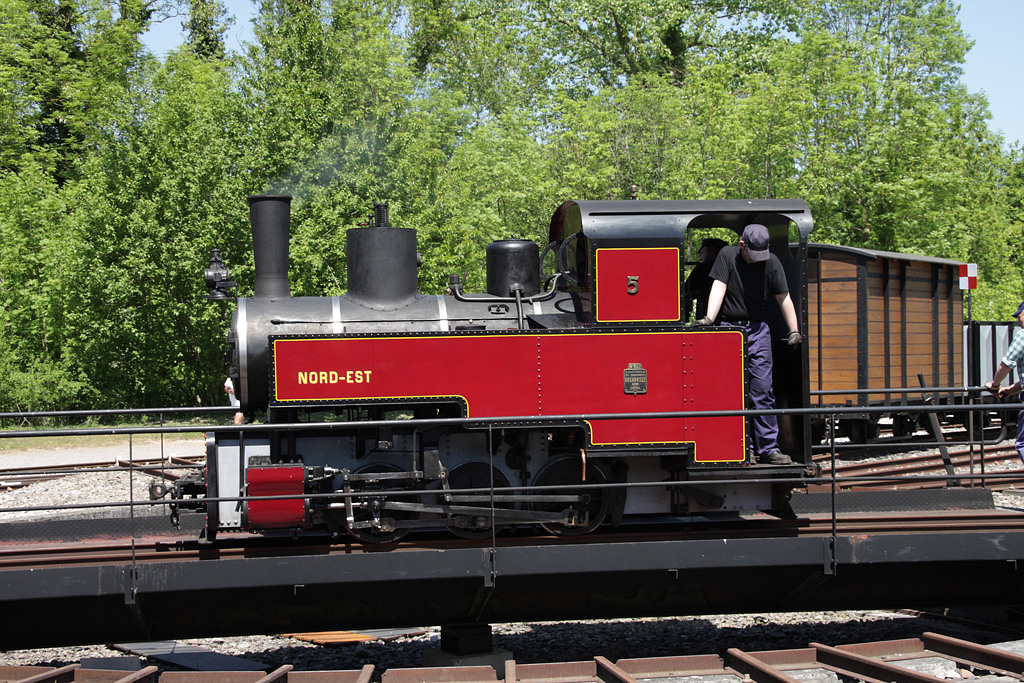
Locomotive Decauville no 1652 de l'APPEVA.

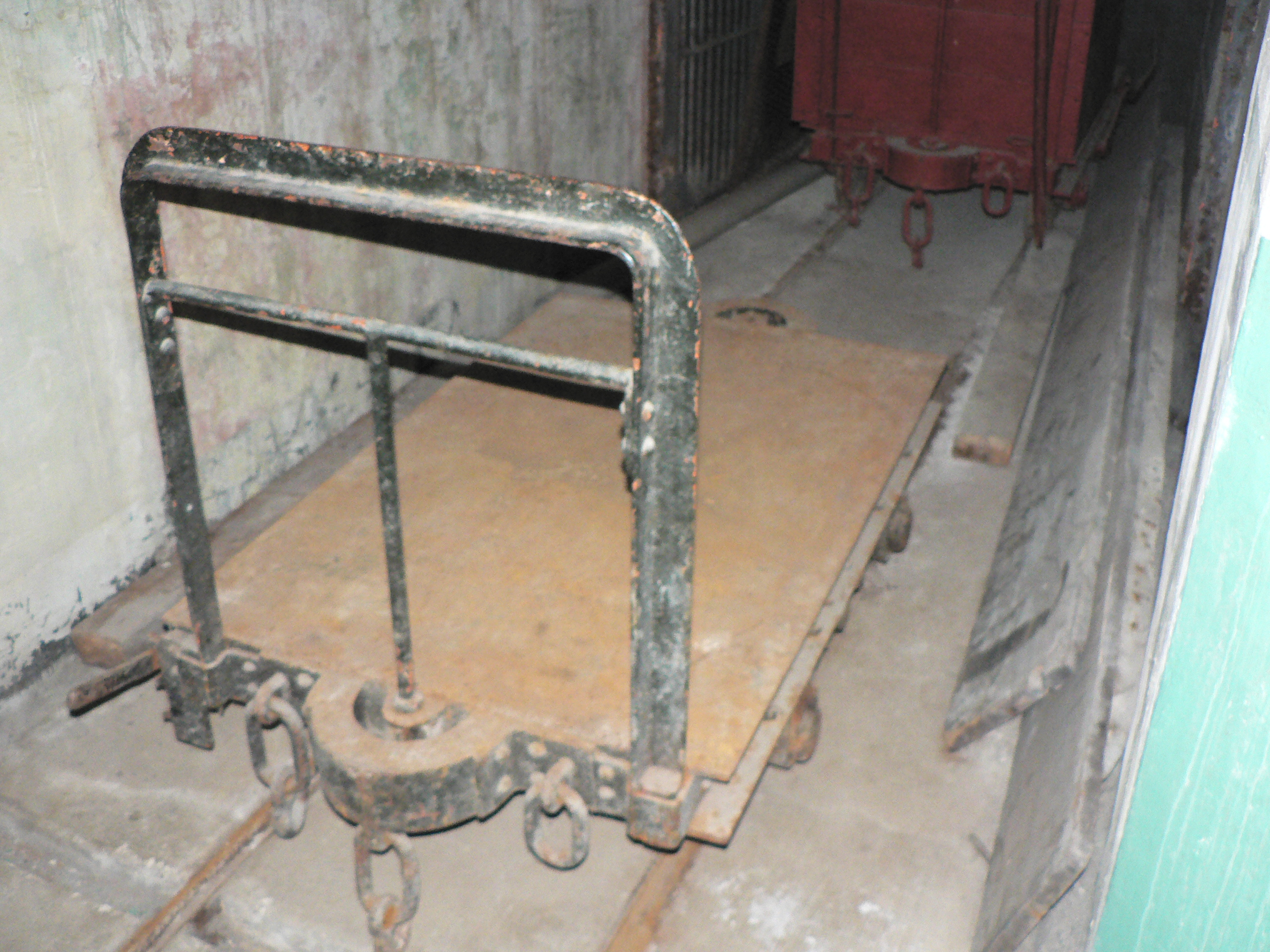
Voie et wagonnet Decauville dans un fort de la ligne Alpine (ligne Maginot).

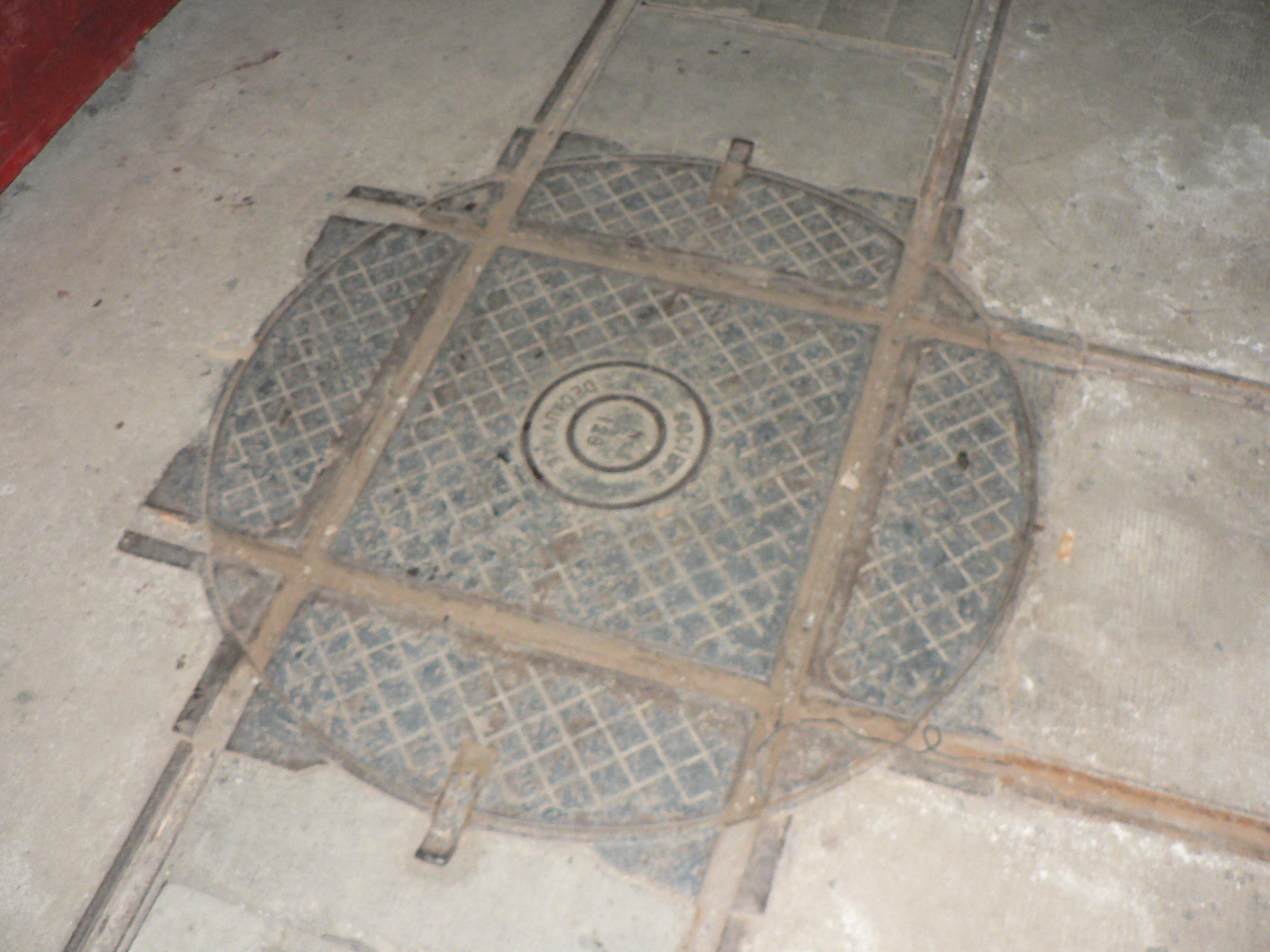
Plaque tournante pour wagonnet à.

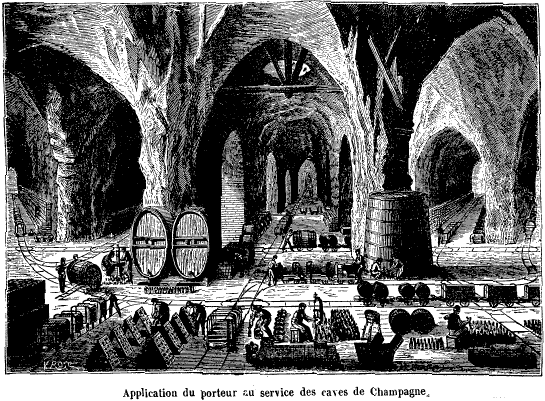
Gravure sur l'Application du chemin de fer Decauville aux caves de Champagne.

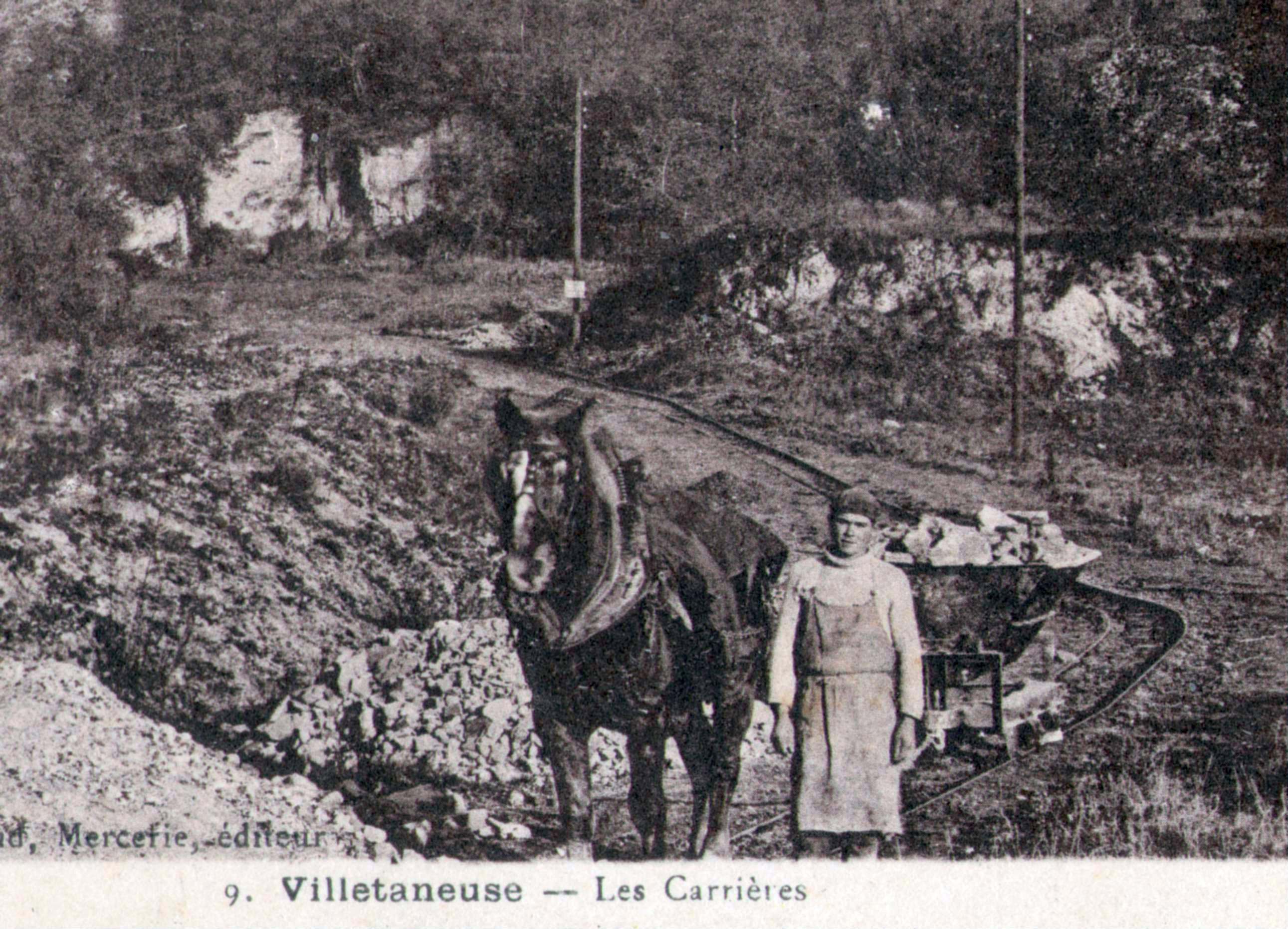
Voie Decauville à traction hippomobile dans les carrières de Villetaneuse.

### Matériel à voie de600mm
Emblème de la société, une gamme complète de voies étroites fut développée dès les premières années de production. Par la suite, apparaissent successivement tous les éléments de ce qui était presque un jeu de construction pour tenter de répondre à tout besoin de transport. Le concept fut d'ailleurs imité et repris par de nombreux industriels de l'époque tels que Orenstein & Koppel ou Pétolat.

#### L'idée et ses origines
En 1853, Armand, le père de Paul Decauville, crée au sein de la ferme familiale un atelier de chaudronnerie afin d'installer des distilleries dans des fermes de l'Est parisien. En 1864, Armand demande à son fils aîné, Paul, de venir l'aider à la suite d'ennuis de santé. Très vite, ce dernier cherche à améliorer le fonctionnement du domaine. Très développée sous le Second Empire dans la moitié Nord de la France, la production de betterave sucrière et son raffinage en sucre, est liée à celle de produits alcoolisés comme de combustible. Armand va donc s'attacher à rentabiliser cette production.
En 1867, afin de surmonter une pénurie de main d'œuvre, Armand Decauville cherche un moyen de mécaniser le labourage de ses champs. Il choisit un système anglais de l'ingénieur J. Fowler permettant de labourer à l'aide d'une locomobile et d'une charrue réversible. Un atelier de réparations de ces machines vient compléter celui de sa chaudronnerie. Armand Decauville décède en 1871 et la même année, les ateliers Decauville commencent à réaliser des travaux de chaudronnerie pour la compagnie de chemins de fer PLM.
En 1875, les choses se précipitent : Paul Decauville essaye au début de l'année plusieurs moyens de transport dans l'enceinte même de son exploitation. Parmi ceux-ci se trouve le « Système H. Corbin » : une voie en bois en éléments posée sur le sol, ressemblant à une échelle, dont les montants latéraux sont recouverts d'une cornière en fer. Les wagonnets ne composent qu'un seul essieu, chacun reposant sur le précédent. Après essais, ce système est jugé trop fragile et est rejeté. Cette même année, la ferme Decauville choisit de cultiver énormément de betteraves sucrière et la récolte s'annonce excellente. Un stock de 9 000 tonnes attend dans des champs détrempés et très difficile d'accès. Les moyens de transport ordinaires comme le tombereau s'avèrent inutilisables. Decauville se souvient alors du système "Corbin" et décide de faire réaliser dans ses ateliers une voie constituée de deux barres de gros fers carrés, espacés de 400 mm et fixés sur des traverses en fer plat. Pour assurer le transport, un ouvrier a l'idée de construire des wagonnets à bennes basculantes. Ainsi constitué, l'ensemble ne s'enfonce plus dans le sol grâce aux traverses. Devant l'urgence de la récolte, le système est fabriqué en quantité, ce qui permet de finir le transport vers des espaces couverts avant les premières gelées,.

#### Premières commercialisations
Dès 1876, les ateliers "Decauville" s'attachèrent à perfectionner le système de voie préfabriquées et les matériels roulants. Il fut par la même occasion généralisé au sein de la ferme : évacuation du fumier, transport de pièces lourdes dans les ateliers, etc. Après un peu moins d'un an d'essais et d'améliorations, les premiers éléments furent commercialisés : avec l'assemblage des voies et un châssis type pour wagonnet, à adapter selon les besoins de l'acheteur.
Afin de démontrer l'efficacité de son système de chemin de fer léger et « portable », Decauville obtint la concession du Tramway de Pithiviers à Toury (TPT), qui assura jusqu'en 1964 un important trafic betteravier ainsi qu'épisodiquement le transport de passagers.
Deux ans après l'épisode des transports de betteraves, le succès du Porteur Decauville est tel que des éléments furent vendus et livrés aux quatre coins de la planète, comme le tableau ci-dessous l'indique.
Installations vendues par pays
| Pays | En 1878 | En 1953       |
| --- | ------- | ------------- |
| France | 202     | 3939          |
| Italie | 0       | 253           |
| Autriche | 2       | 201           |
| Algérie | 2       | 96            |
| Puerto Rico | 0       | 83            |
| Espagne | 2       | 82            |
| Royaume-Uni | 8       | 70            |
| Indes néerlandaises | 0       | 61            |
| Brésil | 4       | 59            |
| Belgique | 9       | 56            |
| Russie | 3       | 37            |
| Suisse | 5       | 37            |
| Alsace | 6       | 32            |
| Mexique | 1       | 27            |
| Indes anglaises | 0       | 24            |
| Portugal | 2       | 21            |
| Égypte | 2       | 21            |
| Repub. Argent. | 0       | 20            |
| Australie | 0       | 20            |
| Pays-Bas | 1       | 16            |
| Pérou | 0       | 12            |
| La Réunion | 1       | 12            |
| Cochinchine | 1       | 11            |
| Allemagne, Cuba, Tunisie | 0       | tous les 11   |
| Turquie, Guadeloupe, Senegal, Haiti, Japon, Suède, Congo, Danemark, Grece, Guyane française, Roumanie, Siam                                              | 0       | tous les 6-10 |
| île Maurice, Martinique | 2       | tous les 6    |
| Colombie, Chili, Guyana anglais, Guatemala, Nouv.-Caledonie, Chine                                                                                       | 0       | tous les 3-5  |
| Monaco | 1       | 3             |
| Costa Rica, Bolivia, Gabon, Iles Philippines, Mayotte, Sahara, Venezuela, Ile Sainte-Lucie                                                               | 0       | tous les 2    |
| Afrique du Sud, Grèce, Seychelles, Jamaïque, Norvège | 1       | tous les 1-2  |
| Canada, Équateur, Isle de Ceylon, Indes française, Isle de la Trinite, Obock, Madagascar, Mozambique, Natal, Nosy Be, Perse, Uruguay, Arabie, États-Unis | 0       | tous les 1    |
| Total | 262     | 5100          |

En 1878, on note aussi la première utilisation d'un chemin de fer de faible écartement au sein de l'Exposition universelle de Paris où 2 km de voie à l'écartement de 500 mm sont utilisés pour la mise en place des matériels des exposants.
Decauville propose l'utilisation de ses voies pour le transport de voyageurs, mais l'autorisation lui en est refusée. Il propose la même installation pour le train touristique du Jardin d'acclimatation de Paris qui l'accepte. Ce petit train, la ligne du jardin d'acclimatation, avec un écartement de 500 mm, existe toujours.

#### Rôle militaire
L'adaptation militaire du système Decauville est effectuée par le commandant Péchot sur la batterie de Bouvron près de Toul et est normalisée en 1888 ; la voie de 600 est testée en 1906, notamment à Langres.
Il fut un outil stratégique primordial lors de la Première Guerre mondiale.
Le matériel le plus connu est la locomotive Péchot Bourdon, la plateforme d'artillerie Péchot modèle 1888, différents types de wagons (citerne, couvert) et des wagons-artillerie que l'on appelle « affûts trucks » portant, sur un affût spécial, un canon de 120 long ou un canon de 155 court.
Decauville fournit beaucoup de matériels à l'Armée Française. Certains forts militaires possèdent une voie étroite à l'intérieur des galeries pour le transport de munitions, des plaques tournantes sont placées dans les croisements et angles des galeries afin de faire pivoter le wagonnet.
Les quatre grandes places fortes de l'Est, Épinal, Belfort, Verdun et Toul, sont dotées de ce type de transport. Le développement de la voie de 600 sur la place d'Épinal fut de 120 km ; elle desservait les 17 forts de la place, une partie des 91 batteries d'artillerie et les magasins à poudre.

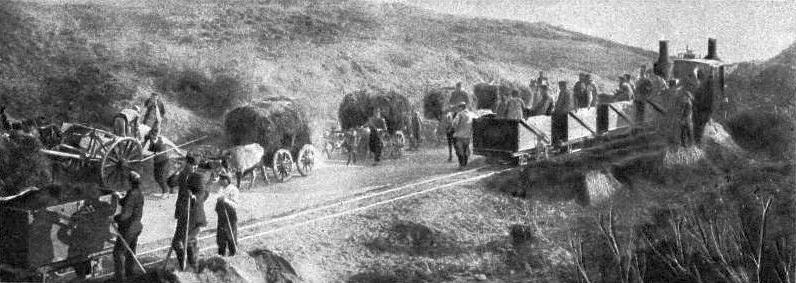
Convois vers Monastir, une voie Decauville (avec une locomotive Péchot-Bourdon) au premier plan, en parallèle avec un convoi d'attelages tirés par des bœufs (1916), tiré du journal Le Miroir.

De par sa plus grande facilité de transport, le procédé fut aussi utilisé par des troupes pour reconstruire des voies ferrées détruites sur les fronts, le matériel fut par exemple utilisé par l'Armée française d'Orient.

### Matériel à voie métrique
Les productions Decauville dans le domaine de la voie métrique débutent vers 1896 par une locomotive 020 de cinq tonnes à vide. La concurrence faisant rage dans ce domaine, la société se dote d'une gamme réduite mais suffisamment polyvalente.
Ainsi au catalogue 1897, cinq types de locomotives sont mentionnées : de 13 à 23 tonnes en marche. Une locomotive à vapeur 030T a été construite en 1908 sous le no 512 pour la ligne de Berck-Plage à Paris-Plage.

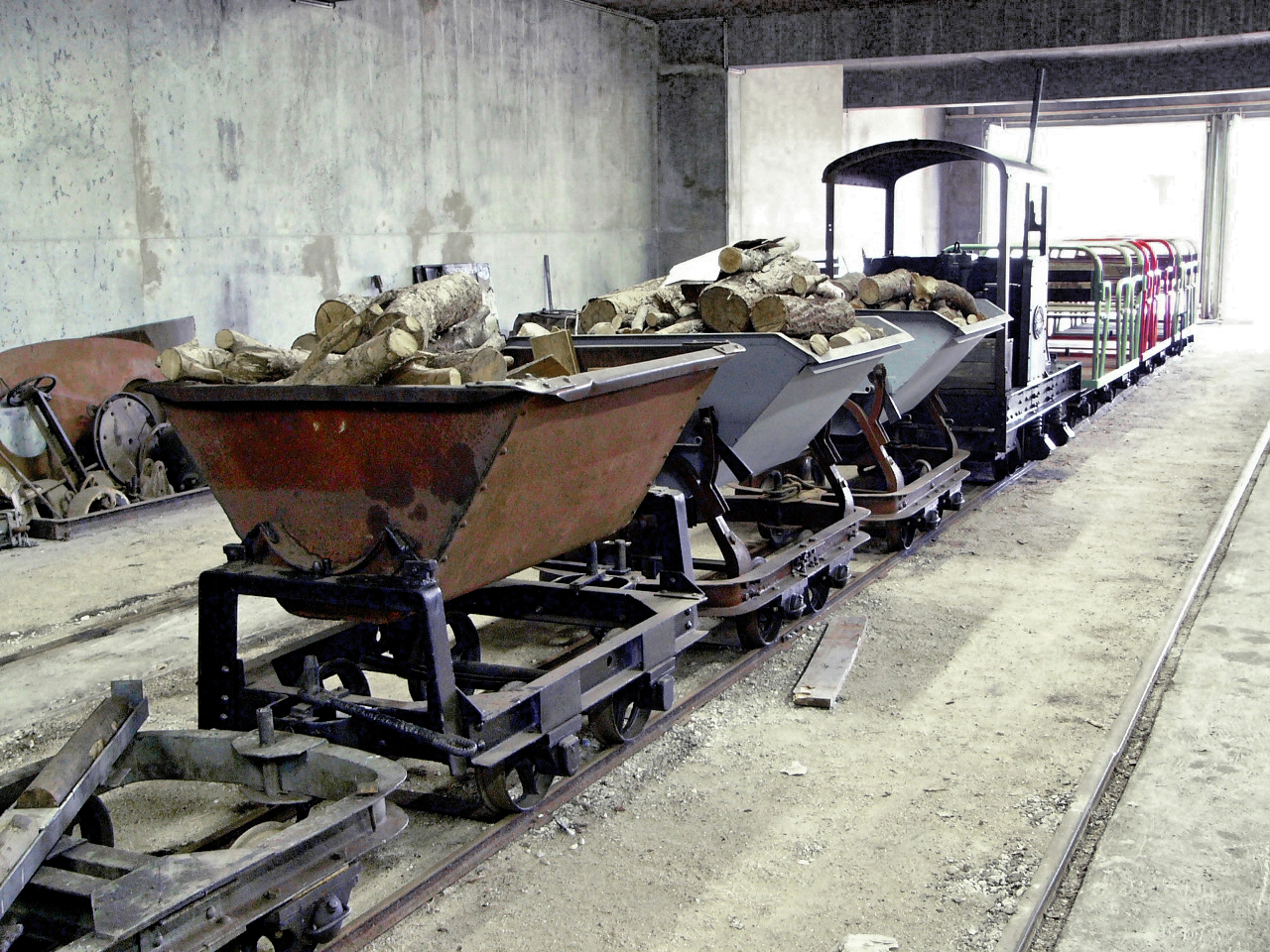
Tombereaux Decauville au chemin de fer des Chanteraines

Côté matériel remorqué, on trouve seulement deux wagons : un wagonnet basculant "girafe" et un plat à ballast.
Au catalogue 1908 la gamme s'est largement étendue, au détriment de la voie de 600 :
- parmi le matériel de traction, les 5 types sont toujours présents, mais ils se sont affinés.
C'est à cette époque que Decauville commence à se spécialiser dans l'équipement de réseaux pour les colonies. On voit alors apparaître de très grosses machines à voie métrique, jusqu'à 32 t comme celles destinées au chemin de fer du Soudan français.
- 20 modèles de voitures sont disponibles, dont plusieurs spécialement adaptés aux climats tropicaux. On compte également 14 types de wagons, la plupart couverts.

En 1939, la société Decauville construit 3 autorails du type DXW pour le Yunnan en Chine près de la frontière avec l'Indochine. Cependant la guerre d'Indochine empêcha leur expédition. En 1951, ils ont été rachetés par la SNCF qui les a affectés au réseau breton.
Le matériel Z 600 de la ligne Saint-Gervais-Vallorcine a été fabriqué par Decauville et livré en 1958.

### Matériel à voie normale

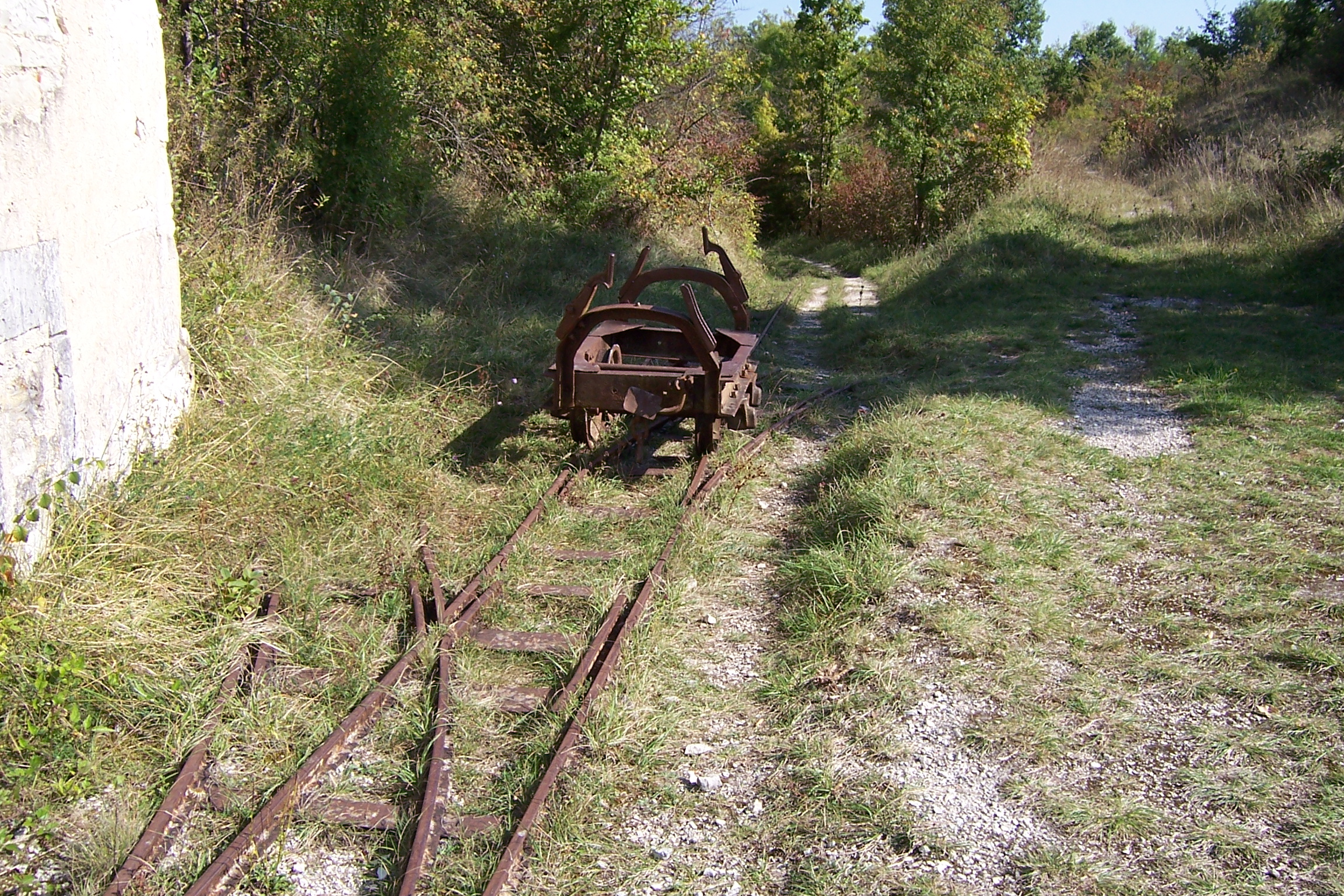
Carrière de chaux à Echoisy, Charente

#### Autorails
L'intérêt des ingénieurs de Decauville pour ce genre d'engin, regroupant motrice et compartiments voyageurs, se manifeste dès 1896. Cette année-là, en collaboration avec Léon Serpollet, ils construisent une automotrice à vapeur. Cette fabrication est d'ailleurs la première des établissements Decauville pour la voie normale.
En 1932, la société reçoit une commande de la Compagnie des chemins de fer du Nord pour deux autorails à caisse tubulaire de 2 × 130 ch à transmission mécanique. Ceux-ci seront immatriculés ZZ 13 et 14 puis ZZ DC 1001 et 1002 à la SNCF. La construction et les essais de ces autorails furent suivis de près par les autres réseaux. Ces deux autorails ont été vendus en 1944 à un réseau ferré local allemand.
Le PLM, à son tour et selon le modèle des autorails Nord, commanda sept puis neuf autorails. Leur puissance largement augmentée (2 × 320 ch) et la transmission électrique devaient les destiner aux lignes de montagne du réseau. Ils revêtirent la livrée bleue et crème du PLM. Leur esthétique particulière, avec capots d'extrémités, les fit baptiser Nez de cochon. Immatriculés ZZ P 1 à 9 à leur livraison à Grenoble en 1938, ils finirent leur carrière sous les numéros SNCF X 52001 à 8, l'X 52009 ayant été détruit par un accident en 1945. Leur caisse a été partiellement reconstruite en 1952-1953 suivant le modèle de la 2de série avec suppression des fameux capots d'extrémités et mise en livrée rouge et crème. Une seconde série de 10 unités commandée par le PLM fin 1937 sera livrée directement à la SNCF à partir de 1945 (X DC 2101 à 10 renumérotés X 52101 à 10 en 1962).
Les deux séries X 52000 et X 52100 ont effectué toute leur carrière au Centre Autorails de Grenoble. Ces autorails ont assuré des relations Lyon - Grenoble - Veynes, puis des liaisons estivales Genève - Digne via Grenoble de 1953 à 1958, puis des liaisons Valence - Genève via Grenoble de 1958 à 1972. Depuis Grenoble, ils sont également allés jusqu'à Bourg-Saint-Maurice (en Tarentaise), à Modane (en Maurienne), à Briançon et à Marseille, leur ligne de prédilection étant la célèbre ligne des Alpes. Ils ont effectué leurs derniers services commerciaux avec l'X 52006 et l'X 52103, encadrant deux remorques unifiées Decauville, sur un aller-retour Grenoble - Vif le 10/06/1973. L'X 52103 est conservé au Musée du chemin de fer de Mulhouse (baptisé Cité du Train) où il représente la 1re génération d'autorails diesel-électriques de France.
La Compagnie des chemins de fer de l'État commanda aussi deux autorails de cette famille. Mus par deux moteurs Saurer de 150 CV, ils atteignaient facilement 130 km/h. L'esthétique revue elle aussi s'approchait étrangement de celle des TGV actuels. Ils ont été vendus en 1951.
En 1937, Decauville participa avec de nombreux autres constructeurs à un projet d'« autorails standard » (immatriculés à la SNCF dans la tranche ZZ A 3000 puis X 23000). 53 véhicules furent construits de 1937 à 1939, dont 23 caisses par Decauville.
Cette même année les ingénieurs de la société, en quête de solutions nouvelles, construisirent un autorail particulièrement étonnant puisque sa propulsion était assurée par une hélice !
Cet autorail, très inspiré des techniques aéronautiques, fut commandé par la Compagnie des chemins de fer du Nord pour « résoudre le problème du freinage à grande vitesse ». Les essais de cet engin hors normes ne semblent pas avoir été concluants. Cet engin, très abîmé en 1945, n'a jamais été réparé.
À noter qu'un second brevet a été déposé par Decauville vers 1950 pour un autorail à turbine. Le prototype n'a par contre jamais été construit.

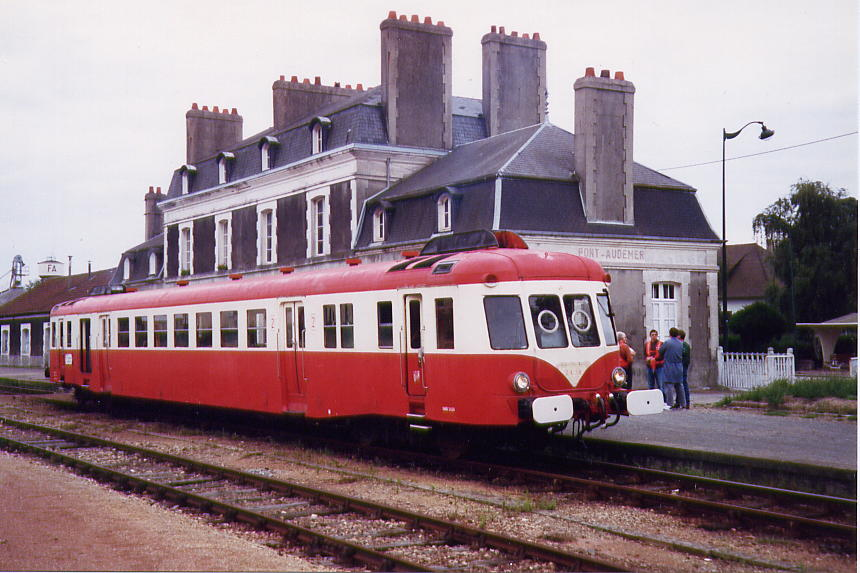
L'autorail X 2426 en gare de Pont-Audemer

Par la suite, de 1950 à 1954, Decauville fabriqua les autorails unifiés de 600 ch, immatriculés X 2401 à 2479.
Enfin, et ce furent les dernières constructions d'autorails pour la SNCF : les 16 premiers engins des autorails unifiés de 825 ch X 2801 à 2919 furent construits de 1958 à 1960. Le reste de la série fut construit par les ateliers de chaudronnerie ferroviaire de Renault à Choisy-le-Roi.
Outre ces engins, Decauville se fit une spécialité de la construction de remorques d'autorails. Des véhicules qui se devaient d'être légers et pourtant très rigides. On compte parmi les productions de la société pour la SNCF :
- XR 6001 à 6015 (1939), seconde classe. Ce matériel de 15 tonnes seulement a circulé pendant 39 ans !
- XR 7201 à 7220 (1948), première et seconde, issues des précédentes. 17 tonnes à vide. Le chaudron de ces remorques fut ensuite repris pour constituer celui des « remorques unifiées », construites à plusieurs centaines d'exemplaires.
- XR 7301 à 7350, remorques de 1re et 2e classes.
- XR 7351 à 7410, marché partagé avec la Compagnie Générale de Constructions. 1re et 2e classes.
- XR 8100 à 8293, de 1956 à 1962.

Pour compléter cet inventaire, il convient de mentionner les remorques, parfois produites à l'unité, pour d'innombrables chemins de fer africains et qui totalisent certainement plus de 300 unités.
Enfin, citons également la dernière série de remorques, produite en 1961 en collaboration avec la société Lorraine, portant sur 102 remorques à bogies destinées aux chemins de fer argentins.

#### Locotracteurs

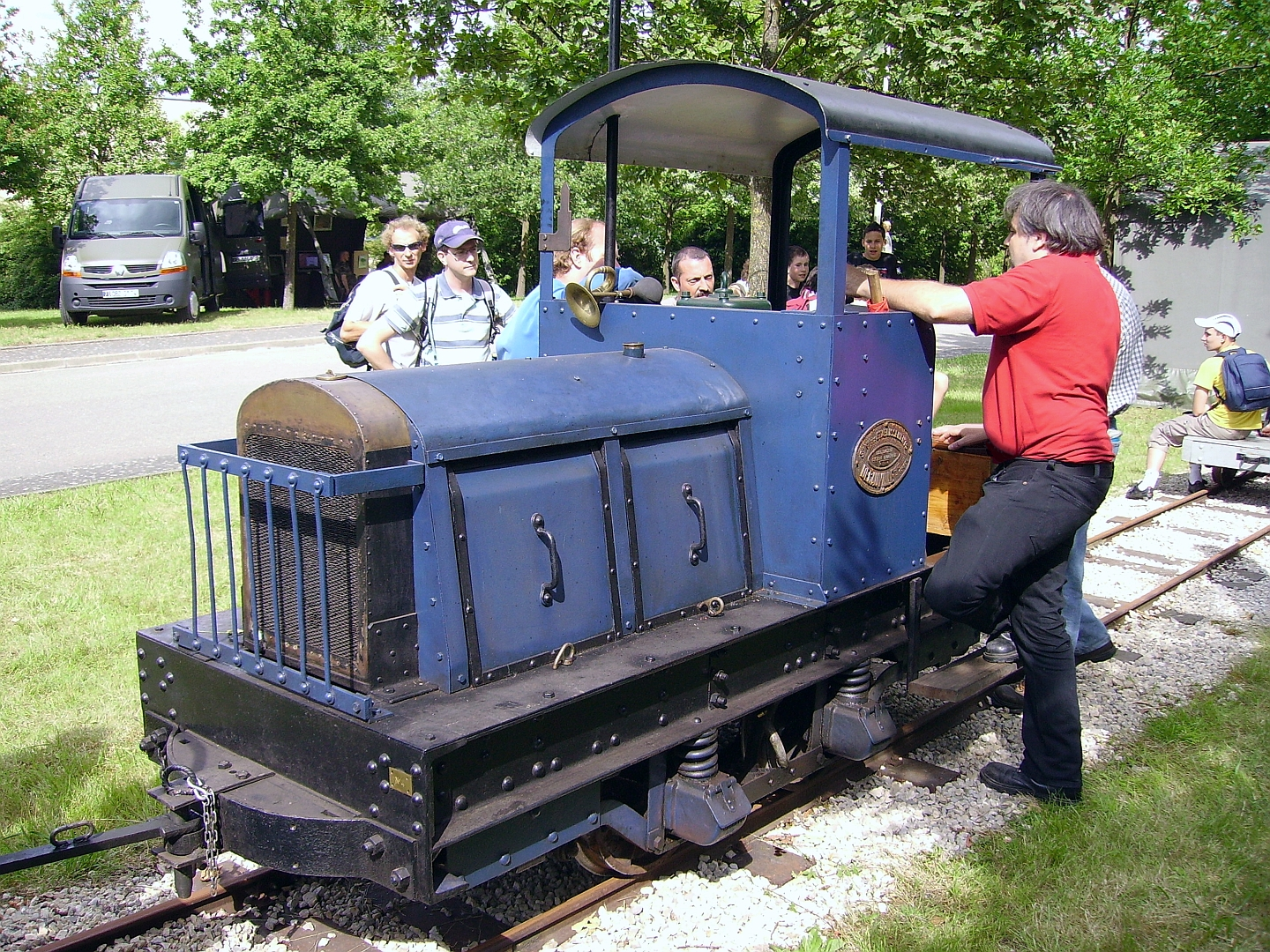
Le locotracteur Decauville No 643 du Chemin de fer des Chanteraines

- 55-DB-2 du PLM devenu Y-DC-05052 de la SNCF renuméroté Y-DC-35052 en 1962, construit en 1935 avec moteur diesel, longueur 7,180 m, masse totale 15 tonnes, vitesse maximale 58 km/h.
- Y 6201 à 6259 de la SNCF, construits de 1949 à 1950 avec moteur diesel, longueur 8,900 m, masse totale 32 tonnes, vitesse maximale 60 km/h.
- Y 6401 à 6500 de la SNCF, construits de 1954 à 1958 avec moteur diesel, longueur 8,900 m, masse totale 32 tonnes, vitesse maximale 60 km/h.
- Y 7231 à 7310 de la SNCF, construits de 1961 à 1962 avec moteur diesel, longueur 8,940 m, masse totale 32 tonnes, vitesse maximale 54 km/h.
- Y 7401 à 7520 de la SNCF, construits de 1963 à 1965 avec moteur diesel, longueur 8,940 m, masse totale 32 tonnes, vitesse maximale 54 km/h.
- Divers autres locotracteurs pour embranchements particuliers et lignes industrielles.

#### Matériel du métro parisien
L'usine de Corbeil a aussi produit du matériel ferroviaire de la Société du chemin de fer électrique souterrain Nord-Sud de Paris, en 2013, certaines remorques circulent toujours sur des trains de chantier.

## Locomotives à vapeur

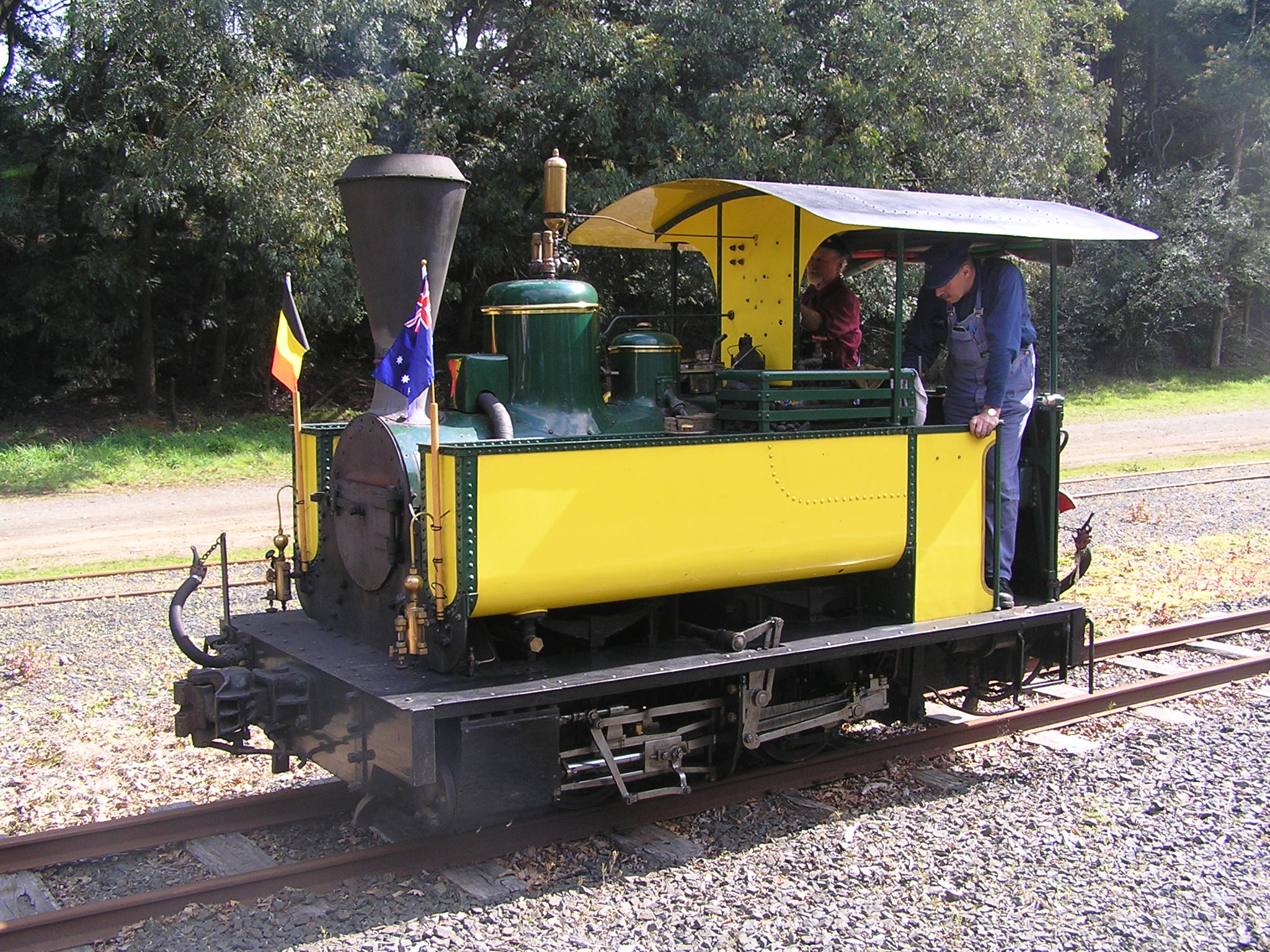
Locomotive 020 Decauville préservée en Australie fabriquée chez Couillet en Belgique

Les premières locomotives, fabriquées par Couillet, à Marcinelle en Belgique, sont des 020, à tender séparé et conçues pour être transportées à dos d'éléphant. Decauville a collaboré, avec de très nombreux ateliers, à la construction de ses machines. On citera la société Métallurgique de Tubize pour la construction des Mallet de l'exposition universelle ou les établissements Weidknecht.

## Autres fabrications
Outre le ferroviaire, la société s'est très tôt diversifiée dans de nombreux domaines : machines agricoles, moteurs électriques, cycles et automobiles en proposant la « voiturelle » en 1898, une voiturette notamment conduite lors du premier Tour de France automobile par Fernand Gabriel (vainqueur de la catégorie), par Léon Théry (deuxième alors, encore vainqueur de la Coupe des Voiturettes 1900 et actif avec la marque de 1899 à 1902), et par Franz Ullmann (complétant le triplé de classe légère au tour de France, présent lui aussi de 1899 à 1902), Paul Decauville disputa la première des courses auxquelles ses créations participèrent, en 1899 lors du Nice-Castellane-Nice (il arriva 15e). Aux États-Unis, Henri Page obtient quelques podiums en course et trois victoires sur 10 et 15 miles à Yonkers, Empire City, NY., pour 1903 avec une 40 hp. En 1904 et 1905, William Hilliard, Guy Vaughn (essentiellement lui, avec une dizaine de courses courtes disputées en 1905), Leland Mitchell et Huggins de gagnent plusieurs compétitions sur circuits américains.

### Cycles

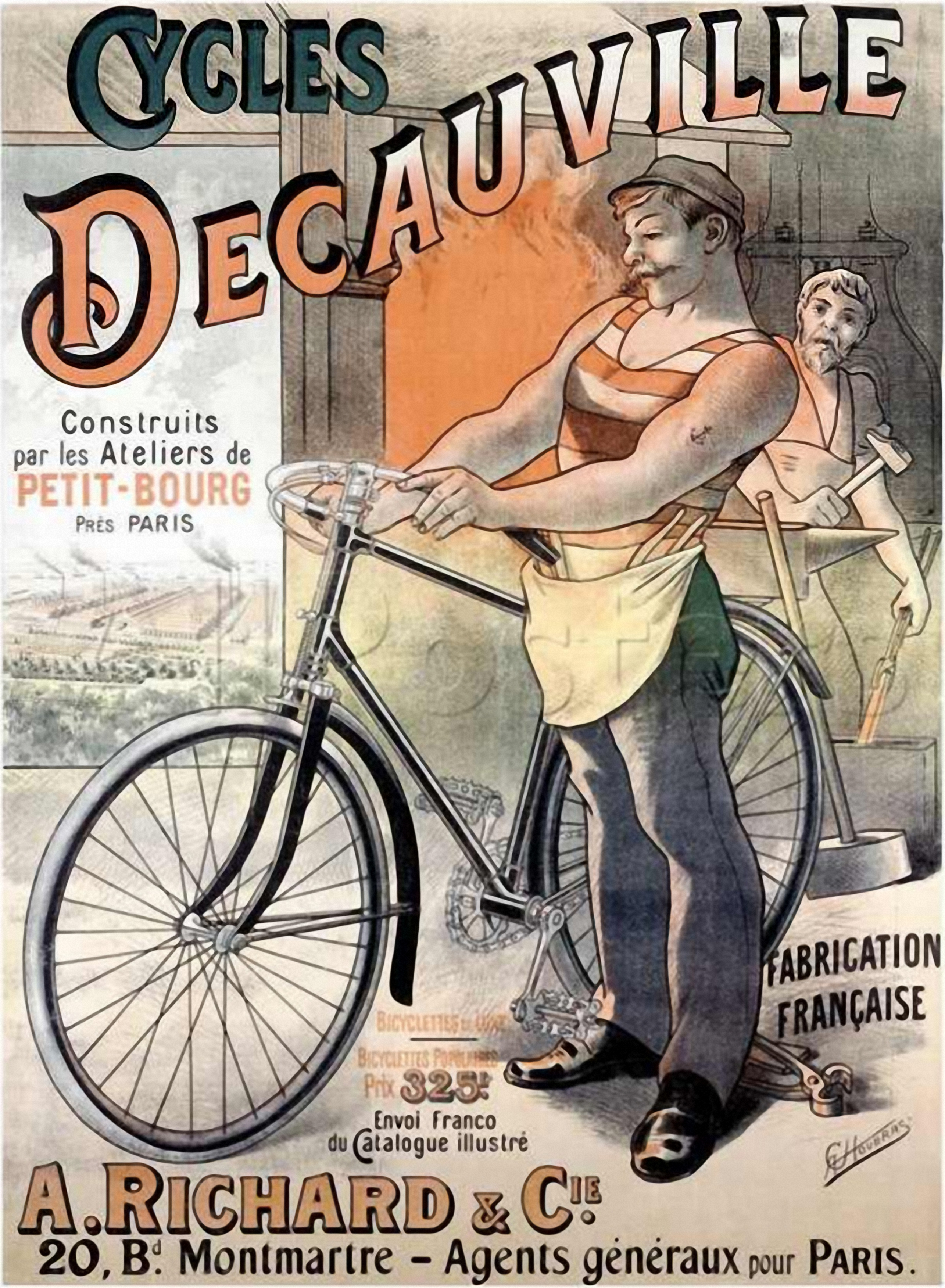
Affiche signée Alfred Choubrac, faisant la réclame des cycles Decauville (vers 1892)

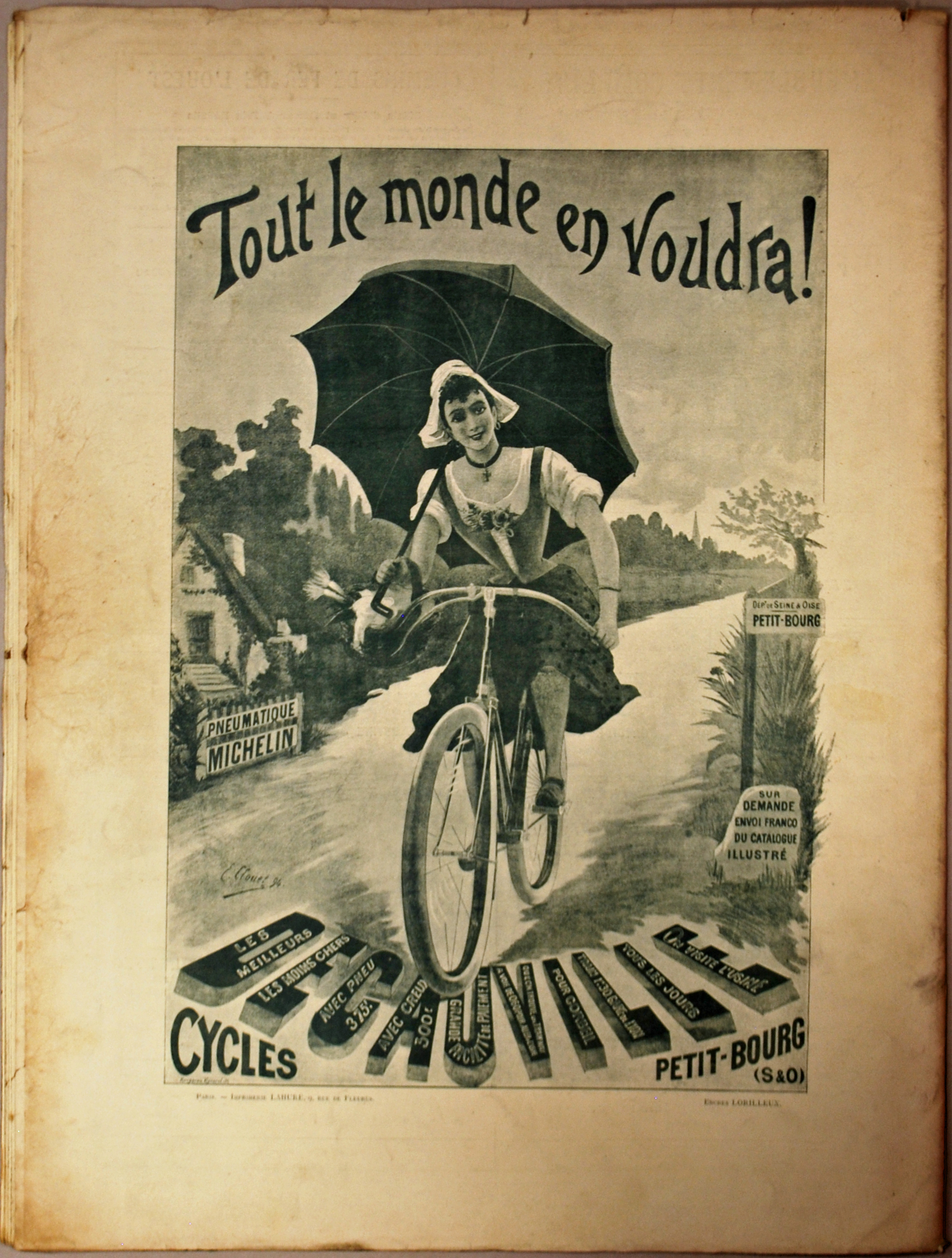
Tout le monde en voudra ! 1894, Paris-Noël

De 1891 à 1902, Decauville produit six modèles de cycles dont certains sont équipés afin de pouvoir circuler sur voie ferrée, par adjonction d'un système composé de trois tubes et d'un galet de roulement. La production emblématique de cette gamme est celle des tricycles, qui servent, entre autres, de base au prototype à De Dion-Bouton.

### Automobile
La société Decauville, via sa filiale Société des voitures automobiles Decauville, s'est engagée dans l'automobile aux côtés de la société De Dion-Bouton pour laquelle elle avait réalisé 3000 tricycles à moteur. Après plusieurs années d'études, Decauville présenta sa Voiturelle (1898-1903),. Ce petit véhicule de trois places, conçu à Bordeaux par deux ingénieurs des Messageries maritimes, était doté d'un moteur à essence. Decauville étudia un nouveau châssis qui fut présenté en 1902 au salon du cycle. Étonnamment modulaire (il était possible d'interchanger banquettes et moteurs), ce modèle Decauville 1902 connut un grand succès. Pourtant dès 1907 les commandes diminuent et une crise s'amorce. Le peu de réactivité de Decauville entraîna l'arrêt de l'activité de la branche « automobile » en 1909. La vente de modèles en stock se poursuivit toutefois jusqu'en 1911.

## Gamme de véhicules
- Type A; Trois chevaux, deux places, un Strapontin, boîte de vitesses à trois vitesses, suspension avant
- Type B; Identique au type A avec suspension arrière
- Type C; Comme le type B avec cinq ch et refroidissement par eau, deux cylindres avec alésage 66 mm et course 70 mm, cylindrée 479 cm³.
- Type D; Comme le Type C, mais en tant que trois places.
- Nouveau modèle avec moteur quatre cylindres de huit ch, refroidissement par eau, boîte de vitesses à quatre vitesses, marche arrière, suspension des essieux avant et arrière[16].

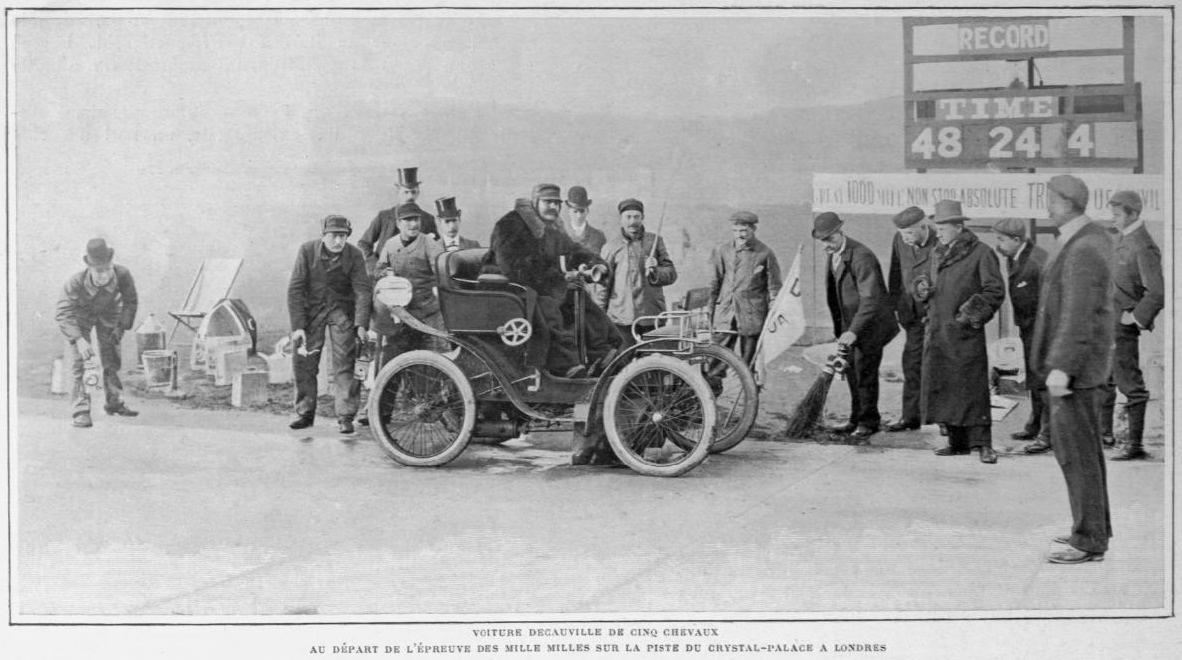
Une voiture Decauville 5HP au départ des Mille Milles de la piste de Crystal-Palace, à Londres (1900).
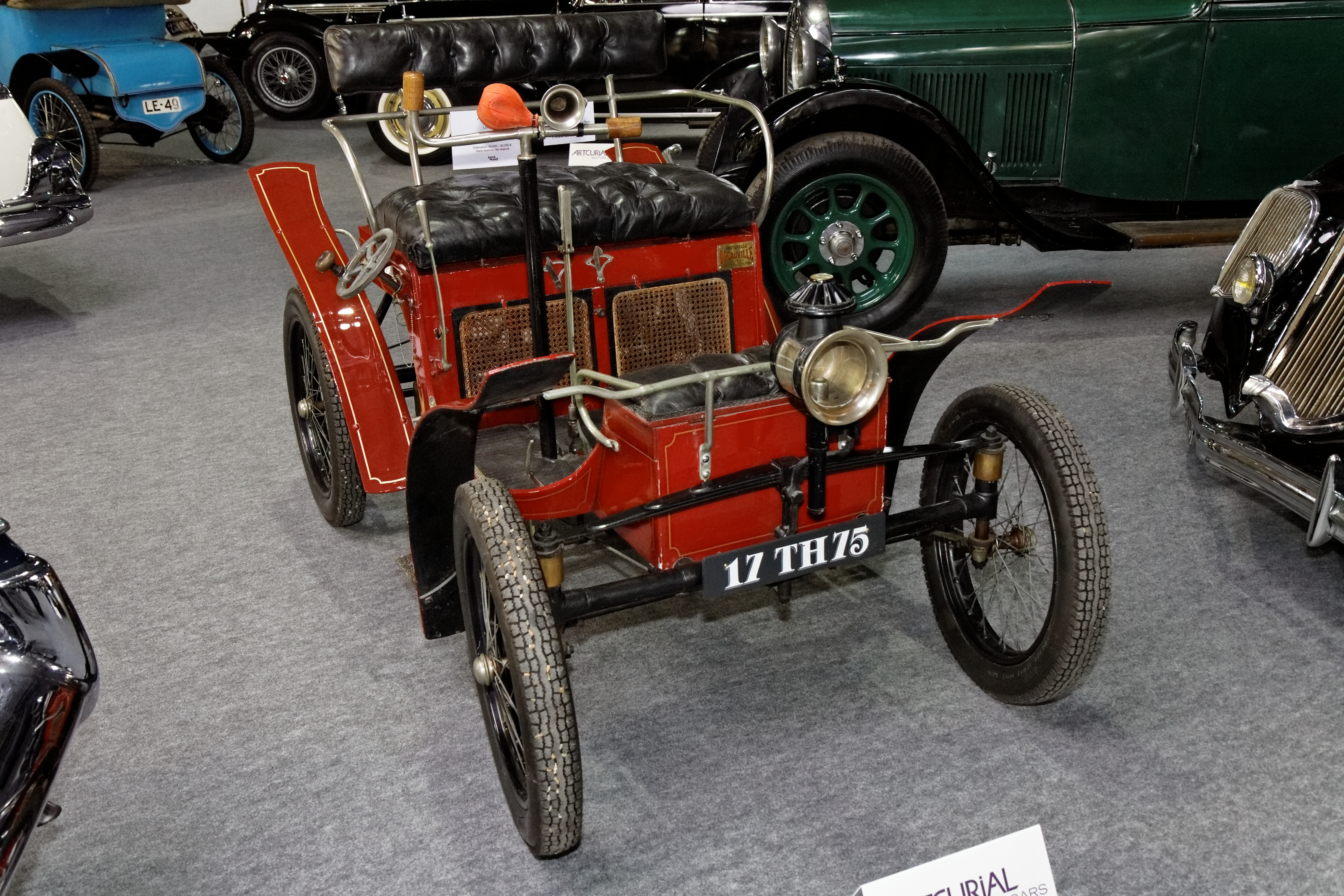
Une Voiturelle de 1898/1899.
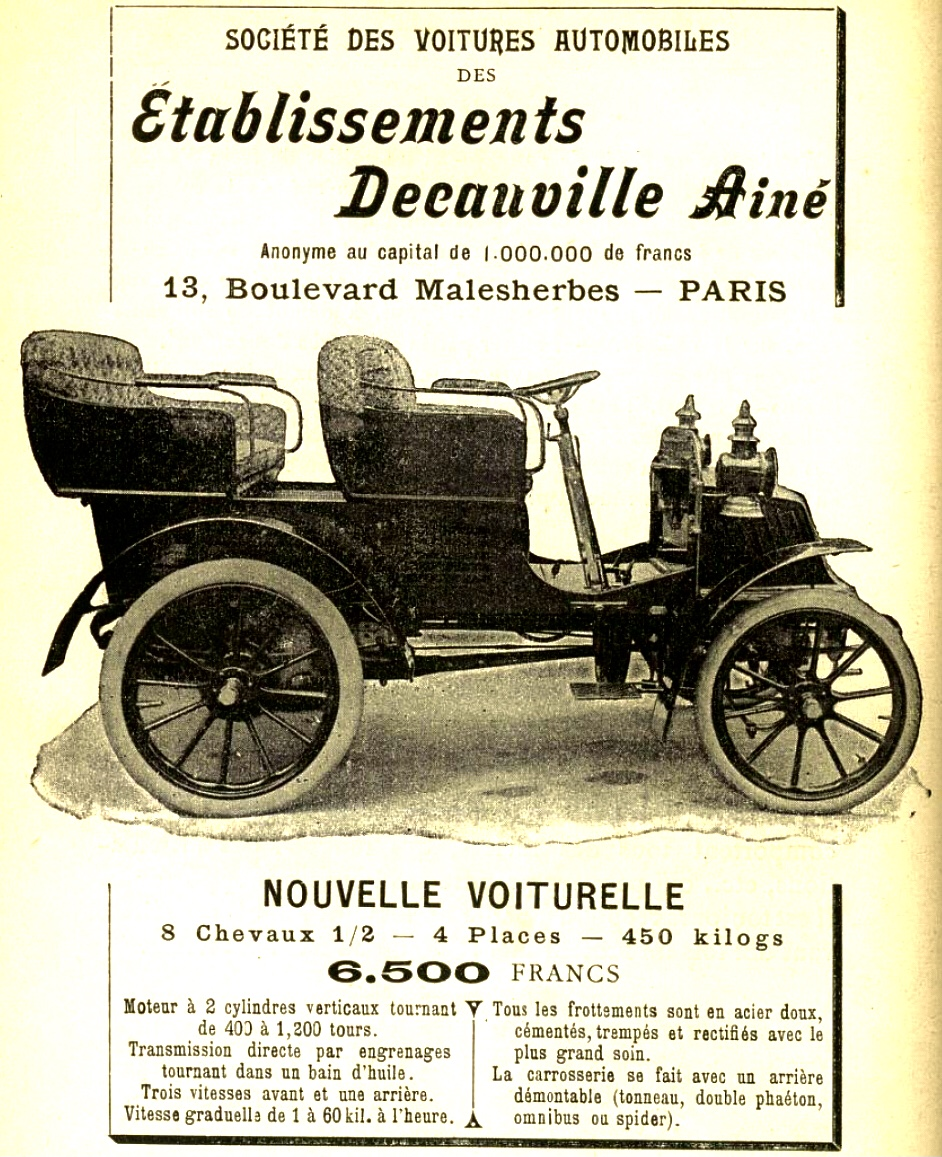
Decauville 8,5 CV de 1901

### Constructions significatives diverses
- Plans inclinés automoteurs, servant à franchir un dénivelé. Le mouvement était assuré par contrepoids d'eau et système de vidange automatique.
- Ponts portatifs, brevet Eiffel, proposés de 1884 à 1897. Ces ponts entièrement modulaires pesaient 250 kg par mètre courant en assurant la résistance à 4 tonnes de charge pour un pont de 20 m. Les éléments les plus lourds pesaient 145 kg.
- Appareils de levage, au catalogue de 1880 à 1970, comprenant de nombreux modèles de grues fixes ou mobiles. La dernière grue produite par Decauville en 1986 était sur rails et destinée à la RATP afin d'assurer la pose de sections de voies.
- Outillage. Les outils proposés par Decauville allaient de l'outil à main aux machines spécialisées, comme les presses à caler d'une force de 800 tonnes, précise au dixième de millimètre. L'usine de Moulins fut spécialisée dans la fabrication d'outils d'usinage « D.A.C. » au carbure.
- Pelles mécaniques et excavateurs ont également fait partie des productions. Le modèle produit dès 1903 fait état d'une force de levage de 16 tonnes pour une benne contenant 2 m3. Cet engin, mobile, circulait sur une voie ferrée à l'écartement de 2,60 m.

La production ferroviaire s'est arrêtée dans les années 1970 pour se tourner vers la carrosserie industrielle (tombereaux et citernes) aux côtés de la société Marrel,. Celle-ci absorbera les ateliers un peu plus tard entraînant la disparition de la société Decauville.

## Les sociétés Decauville
De la ferme familiale à Decauville SA, l'entreprise a pris diverses dénominations parmi lesquelles il n'est pas toujours aisé de se retrouver.
Les premières fabrications se sont faites dans et pour la ferme des Decauville; il ne s'agissait donc pas à proprement parler d'une société industrielle puisque ses activités étaient jumelées avec celles liées à l'agriculture.
- « Société Decauville Aîné » est la première véritable société. Elle est fondée le 22 septembre 1887 en l'honneur d'Amand Decauville, le père de Paul.
- Deux ans plus tard, afin de pouvoir créer le chemin de fer de l'exposition universelle, Paul, Émile et Marie Decauville décident de dissoudre la société initiale. Le 13 novembre 1889 est créée la « Société des établissements Decauville aîné », dotée d'un capital de 20 millions de francs.
- Vers 1892, une série de manœuvres financières et un procès firent plonger les actions de la société, ce qui profita à la concurrence et particulièrement à Arthur Koppel. Pour se sortir de ces affaires, en juin 1894, Paul Decauville décida une nouvelle fois de dissoudre la société pour constituer la « Société nouvelle des établissements Decauville aîné ». Le capital fut réduit à 7 puis 4 millions de francs. Le groupe Wendel fut associé et possèda une part importante du capital. En désaccord avec le nouveau conseil d'administration, Paul Decauville abandonna la direction de sa société.
- Dans les années 1890, est fondée la filiale Société des voitures automobiles Decauville; dissoute en 1911.
- En 1956, les marchés de la société et l'économie évoluant, « Decauville S.A. » fut créée. Ce changement de dénomination, justifié par un changement d'actionnaire majoritaire, le groupe Whittaker, entraîna l'abandon des activités ferroviaires.
- En 1968, la filiale EmiDecau, fabriquant des presses hydrauliques, est vendue au groupe Pinette, qui fonde Pinette-EmiDecau-Industries (PEI à Chalon-sur-Saône)[19].
- La « Société Industrielle Decauville » est créée le 26 août 1985. Ses actionnaires sont Marrel, Decauville S.A. et SAPHEM. L'usine de Corbeil est la seule conservée.
- Marrel-Decauville est racheté par le groupe Caravelle en 1998.
- Dans les années 2000, le nom disparaît au profit de la seule marque Marrel (groupe CTELM/Gestioni/Fassi). L'usine Decauville de Corbeil existe toujours.

## Usines
La société fut longtemps basée au Petit-Bourg, près d'Évry, avant de s'établir à Corbeil dans le département de l'Essonne.
Les ateliers de Petit-Bourg ont été créés en 1853 dans un corps de ferme situé à Courcouronnes par Amand Decauville, le père de Paul. Ils construisirent tout d'abord des distilleries à betteraves et divers produits de chaudronnerie. Après l'invention du « porteur Decauville » en 1876, les ateliers commencèrent à produire du matériel de chemin de fer. L'usine de Corbeil ouvrit ses portes en 1881 afin de remplacer les ateliers de Petit-Bourg, devenus trop petits, pour les refermer en 1978. Plusieurs usines ont été créées et mentionnéess ci-dessous :
- Diano Marina (Italie), cédée en 1895.
- Saint-Lambert (Belgique) ouverte la même année et qui fabriquait du matériel de voie. Cette usine fut échangée à une usine de Fives, appartenant aux établissements Orenstein et Arthur Koppel en 1911.
- Petite-Synthe (Nord) ouverte en 1903, produisant le matériel à destination des colonies. Cette usine fut vendue en 1922 et ses activités reprises par l'usine de Marquette.
- Moulins, construite en 1918, prévue afin de pouvoir effectuer un repliement des activités. Cette usine devait produire du matériel militaire (chars, obus), ce qu'elle n'a finalement jamais fait. Ses activités ont surtout été situées dans la construction et l'entretien de wagons pour les compagnies PLM et PO. Cette usine a été vendue en 1959 pour devenir la plante principale du constructeur de grues Potain.
- Marquette-lez-Lille, construite en 1923, remplaçant les usines détruites de Fives-Lille et de la Société Lilloise, spécialisée dans le matériel minier et les voies de fond.
- Aulnay-sous-Bois, ateliers appartenant à la filiale Société Lilloise, construisit les dernières machines à vapeur du groupe Decauville. Ces ateliers furent surtout chargés de travaux de construction et d'entretien de chaudières.

## Exposition universelle de 1889

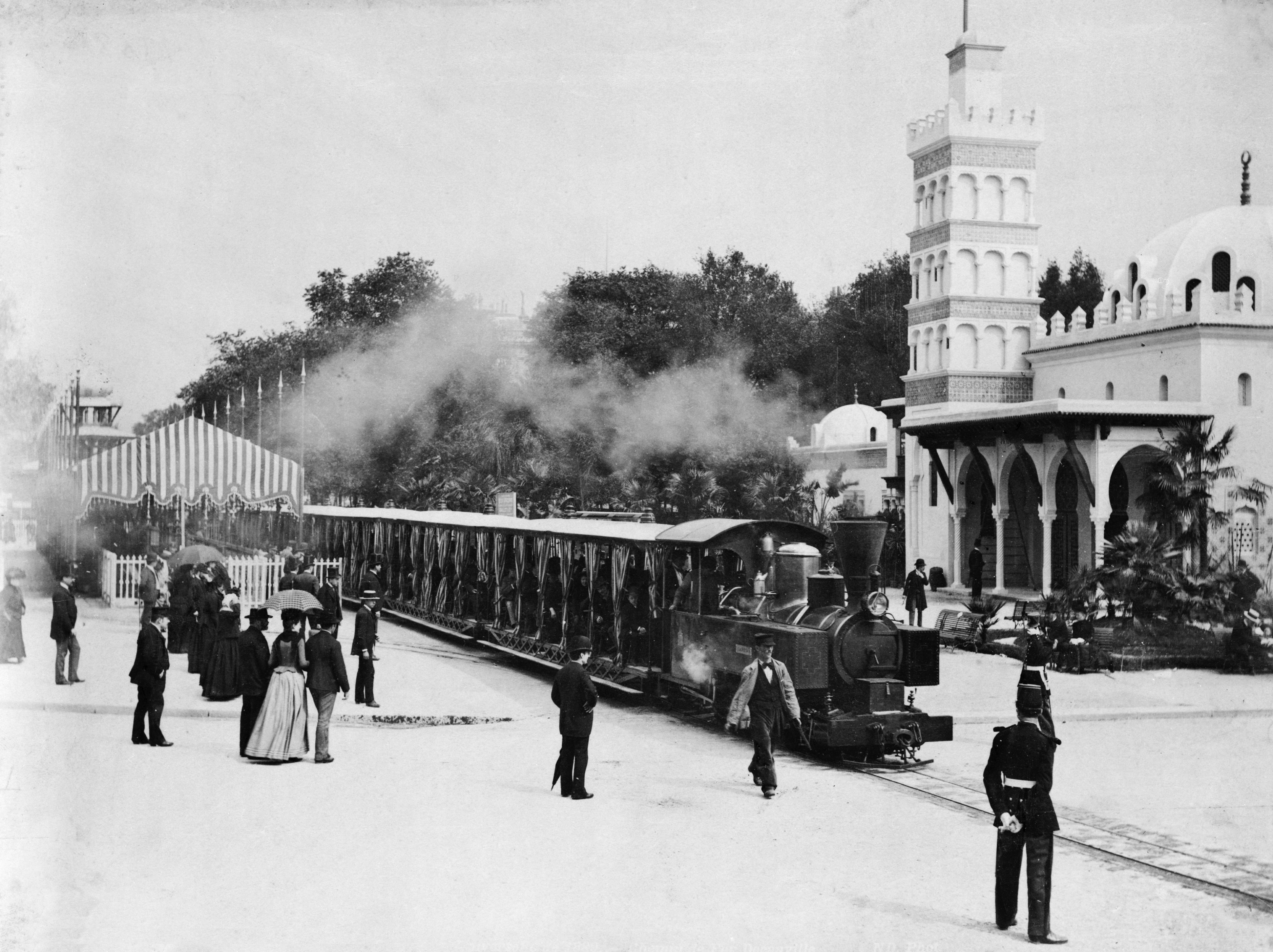
Chemin de fer Decauville à l'exposition universelle de Paris de 1889.

Le chemin de fer intérieur de l'Exposition universelle de 1889 fut l'une des attractions phare de cette exposition universelle. Circulant entre le Champ de Mars et les Invalides sur une ligne à voie de 60 spécialement établie, avec des locomotives de type Mallet ou Péchot, et un matériel remorqué « du catalogue », cette ligne provisoire transporta plusieurs millions de personnes (6 342 446 voyageurs payants) sans un seul accident. Elle fut inaugurée le 4 mai 1889.
Les stations desservies sur les 3 km de parcours étaient :
- Esplanade des Invalides ;
- Station de la Concorde ;
- Halte de l'agriculture, près du palais d'Espagne ;
- Halte de l'alimentation, près du palais des industries alimentaires ;
- Station du Trocadéro-Tour Eiffel.

La ligne était établie en rails de 9,5 kg/m et comportait deux tunnels : celui de l'Alma (20 m) et celui de la tour Eiffel (106 m).
Le matériel comprenait plusieurs machines Mallet de type 020-020 et une Fairlie système Péchot également de type 020-020 nommée « Centenaire de 1789 ».
À la suite de cette exposition universelle, le ministère des Transports autorisa l'utilisation de chemins de fer à voie étroite pour le transport des personnes sans les dérogations auparavant obligatoires.